# قائمة كتب الأطفال التي تحتوي على شخصيات صماء
يعاني نحو 466 مليون شخص، أو ما يعادل خمسة بالمئة من سكان العالم، من فقدان سمع يُعد إعاقة (وهو مصطلح تُعرّفه وتستخدمه منظمة الصحة العالمية). ومن بين هؤلاء 34 مليون طفل. وعلى الرغم من أن نحو ثلث الأشخاص الذين تزيد أعمارهم عن 65 عامًا يعانون من فقدان سمع مُعطّل، فإن الشخصيات البالغة الصم نادرًا ما تظهر في كتب الأطفال؛ حتى في تلك التي تتضمن شخصية صماء. وقد أُجريت عدة دراسات حول كيفية تصوير الأطفال الصم في أدب الأطفال.
تاريخيًا، غالبًا ما كانت كتب الأطفال تتماشى مع نظرة ثقافية قديمة تجاه الأشخاص الصم، ما أدى إلى تصوير الشخصيات الصم وكأنها بحاجة إلى إنقاذ أو مثيرة للشفقة. أما في الآونة الأخيرة، فقد تحسنت مواقف المجتمع تجاه ثقافة الصم، وأسهم ذلك جزئيًا في تحسين تمثيلهم في الأدب. وتسلّط هذه المقالة الضوء على بعض الكتب التي تعكس التنوع الموجود داخل مجتمع الصم.
وقد ظهرت حملات عدة مثل "لعبة تشبهني" و"في الصورة" (من قبل منظمة سكوب البريطانية) لتشجيع شركات الألعاب وناشري كتب الأطفال على عكس صورة أدق للمجتمع. واستجابةً لتلك الحملات، لوحظ تحسن تدريجي في جودة وكمية الشخصيات الصماء في كتب الأطفال. وقد نشرت مؤسسة BookTrust الخيرية البريطانية المختصة بأدب الأطفال إرشادات للرسامين والناشرين حول كيفية إدراج شخصيات صماء وذوي إعاقة في كتب الأطفال بشكل طبيعي.
يُستخدم مصطلح "صم" غالبًا للإشارة إلى جماعة لغوية وثقافية تستخدم لغة إشارة وتنتمي إلى ثقافة الصم. أما مصطلح "ضعيف سمع" أو "أصم" بالحرف الصغير، فيُستخدم عادةً لوصف الأفراد الذين يعانون من ضعف سمع جزئي، وغالبًا لا يكونون جزءًا من مجتمع لغة الإشارة. وتُعدّ هذه التفرقة مفيدة في السياقات الأكاديمية التي تتطلب دقة. ولأغراض هذه المقالة، يُستخدم مصطلح "أصم" ليشمل الشخصيات التي تعاني من أي مستوى من فقدان السمع، وأنماط تواصلها، واستخدامها للتقنيات السمعية أو عدم استخدامها، وسياقاتها الثقافية، مثل العيش مع عائلة سامعة أو الانتماء لمجتمع يستخدم لغة الإشارة، وذلك لتمكين القارئ من تكوين تصوره الخاص حول موقع الشخصية ضمن طيف الثقافة الصماء/السامعة. وكما هو الحال في الحياة الواقعية، فإن العديد من الشخصيات الخيالية تشارك - ولو جزئيًا - في كلتا الثقافتين، وتدير علاقات ثقافية متقاطعة.

## كتب كرتونية للأطفال الصغار تتضمن شخصيات صماء
أُدرجت الكتب حسب تاريخ النشر، مع ملاحظة أن القائمة تشمل فقط الكتب التي تتضمن شخصية صماء، مع الإشارة - عند توفرها - إلى وجود شخصيات أخرى من ذوي الإعاقة. الشخصيات الصماء البالغة مميزة بخط غامق.
| العنوان (السلسلة)                                       | المؤلف/الرسام              | الشخصيات الصماء وذوي الإعاقة / الجوائز | سنة النشر الأولى | الفئة العمرية | نوع الكتاب              |
| ------------------------------------------------------- | -------------------------- | --- | ---------------- | ------------- | ----------------------- |
| فرقة الحيوانات تعزف بيتهوفن                             | سام تابلين، آغ ياتكوفسكا   | يصف الكتاب حياة لودفيج فان بيتهوفن، وكيف فقد سمعه في وقت لاحق من حياته، ولم يستطع السمع تمامًا خلال السنوات العشر الأخيرة منها. ورغم ذلك، ألّف السمفونية التاسعة (بيتهوفن) ولم "يسمعها إلا في ذهنه". | 2020             | 0–2 سنوات     | كتاب كرتوني يصدر موسيقى |
| هذا الرجل العجوز                                        | كلير كاي                   | تتضمن الرسوم التوضيحية شخصية مختص طبي يرتدي معينة سمعية. | 2019             | 2–6 سنوات     | كتاب كرتوني ونسخة ورقية |
| الطفل يحب الحواس الخمس: السمع! (سلسلة الطفل يحب العلوم) | روث سبايرو، إيرين تشان     | تتضمن الرسوم التوضيحية طفلًا يرتدي معينة سمعية وآخر يرتدي زراعة القوقعة. كما يحتوي الكتاب على إشارة إلى لغة الإشارة الأمريكية. | 2019             | 0–2 سنوات     | كتاب كرتوني             |
| حول وحول الحديقة                                        | آني كولبر                  | تتضمن الرسوم التوضيحية شخصية ترتدي معينات سمعية، وطفل يرتدي نظارات، وطفل يستخدم دعامة ذراع. | 2018             | 0–2 سنوات     | كتاب كرتوني             |
| زوم، زوم، زوم                                           | آني كولبر                  | تتضمن الرسوم التوضيحية طفلًا يرتدي معينة سمعية، وآخر يرتدي رقعة عين، وآخر يرتدي نظارات، وطفلًا يستخدم كرسيًا متحركًا. | 2018             | 0–2 سنوات     | كتاب كرتوني             |
| أرانب نائمة                                             | آني كولبر                  | تتضمن الرسوم التوضيحية طفلًا يرتدي معينة سمعية، وطفلًا يرتدي نظارات، وطفلًا يستخدم مشاية. | 2018             | 0–2 سنوات     | كتاب كرتوني             |
| نومًا هنيئًا، يا تيدي! (تشاتربوكس الجديدة)                | جو بايت                    | ترتدي الشخصية الرئيسية زراعة قوقعة على الجانب الأيمن من رأسها. وتظهر محطة شحن زراعة القوقعة على منضدة السرير. الطبعات الأقدم تحتوي على رسوم مختلفة ولا تتضمن شخصيات صماء. | 2018             | 0–3 سنوات     | كتاب كرتوني             |
| أشعر بشعور رائع! (تمامًا مثلي!)                          | آيلي بوسبي                 | تتضمن الرسوم التوضيحية طفلًا صغيرًا يستخدم معينة سمعية. الطبعات الأقدم لا تتضمن شخصيات صماء. | 2018             | 0–2 سنوات     | كتاب كرتوني             |
| المزرعة (العجلات في العمل)                              | كوكوريتو                   | تتضمن الرسوم التوضيحية شخصية ترتدي معينة سمعية في كل أذن أثناء قيادتها لدراجة رباعية. | 2017             | 1–4 سنوات     | كتاب كرتوني             |
| كليف يعمل أمين مكتبة (وظائف كليف)                       | جيسيكا سبانيول             | تتضمن الرسوم التوضيحية "ويلفريد" يرتدي معينة سمعية، و"أنيسا" ترتدي دعامة ساق، وطفل آخر يرتدي نظارات. | 2017             | 1–3 سنوات     | كتاب كرتوني             |
| كليف يعمل نادلًا (وظائف كليف)                            | جيسيكا سبانيول             | تتضمن الرسوم التوضيحية "ويلفريد" يرتدي معينة سمعية، و"أنيسا" ترتدي دعامة ساق، وطفل آخر يرتدي نظارات. | 2017             | 1–3 سنوات     | كتاب كرتوني             |
| كليف يعمل معلمًا (وظائف كليف)                            | جيسيكا سبانيول             | تتضمن الرسوم التوضيحية "ويلفريد" يرتدي معينة سمعية، و"أنيسا" ترتدي دعامة ساق، وطفل آخر يرتدي نظارات. | 2017             | 1–3 سنوات     | كتاب كرتوني             |
| غنِّ (أنا مذهل!)                                          | كارول تومبسون              | تتضمن الرسوم التوضيحية طفلين يرتديان معينات سمعية وطفلًا يرتدي نظارات. | 2017             | 1–3 سنوات     | كتاب كرتوني             |
| حديث الأطفال                                            | مؤسسة أوديتوري فيربال      | جميع الصور الفوتوغرافية في هذا الكتاب تظهر أطفالًا رُضّع يرتدون معينات سمعية أو زراعة قوقعة. | 2016             | 0–2 سنوات     | كرتون سميك              |
| الماعز يذهب إلى الحضانة                                 | جوليا دونالدسون، نيك شارات | تتضمن الرسوم التوضيحية "القرد" مرتديًا معينة سمعية، ويظهر القرد في عدة مواضع بالكتاب. | 2015             | 2–5 سنوات     | كتاب كرتوني ونسخة ورقية |
| الخريف (الفصول)                                         | آيلي بوسبي                 | تتضمن الرسوم التوضيحية طفلًا يرتدي معينة سمعية، وطفلًا يرتدي "أحذية مع قضيب" ما يشير إلى أنه مصاب بقدم حنفاء، وطفلًا آخر يرتدي حذاءً طبيًا مرتفعًا. جزء من سلسلة فازت بجائزة بريسكول الفضية العملية (المملكة المتحدة) عام 2015. | 2015             | 0–3 سنوات     | كتاب كرتوني             |
| الربيع (الفصول)                                         | آيلي بوسبي                 | تتضمن الرسوم التوضيحية طفلًا يرتدي معينة سمعية، وأطفالًا يرتدون نظارات، وطفلًا يرتدي دعامة معصم. جزء من سلسلة فازت بجائزة بريسكول الفضية العملية (المملكة المتحدة) عام 2015. | 2015             | 0–3 سنوات     | كتاب كرتوني             |
| الريح (مهما كان الطقس)                                  | كارول تومبسون              | تتضمن الرسوم التوضيحية طفلًا يرتدي معينة سمعية وطفلًا يعاني من متلازمة داون. جزء من سلسلة فازت بجائزة بريسكول الفضية العملية. | 2014             | 1–4 سنوات     | كتاب كرتوني             |
| الشمس (مهما كان الطقس)                                  | كارول تومبسون              | تتضمن الرسوم التوضيحية طفلًا يشير إلى كلمة "شمس" بلغة لغة الإشارة البريطانية، وطفلًا مصابًا بـمتلازمة داون، وآخر يرتدي خوذة حماية، وطفلًا يستخدم قنية أنفية أكسجينية ومشاية. جزء من سلسلة فازت بجائزة بريسكول الفضية العملية. | 2014             | 1–4 سنوات     | كتاب كرتوني             |
| اقفز! (التحركات الصغيرة)                                | كارول تومبسون              | تتضمن الرسوم التوضيحية طفلًا يرتدي زراعة قوقعة، وطفلًا يرتدي دعامات ساق، وآخر يرتدي خوذة أمان. أُدرج هذا الكتاب ضمن أفضل 10 كتب شاملة للأطفال في صحيفة الغارديان عام 2013. | 2013             | 1–3 سنوات     | كتاب كرتوني             |
| الأغطية الصغيرة                                         | كارول تومبسون              | تتضمن الرسوم التوضيحية طفلًا يرتدي معينة سمعية وآخر يرتدي رقعة عين. | 2012             | 0–3 سنوات     | كتاب كرتوني             |
| ماري كان لديها خروف صغير (كتب كلاسيكية ذات فتحات)       | مارينا أيزن                | تتضمن الرسوم التوضيحية طفلًا يرتدي معينة سمعية وآخر يستخدم كرسيًا متحركًا. | 2012             | 3–6 سنوات     | كتاب كرتوني ونسخة ورقية |
| المدرسة (أول مرة)                                       | جان لويس                   | تتضمن الرسوم التوضيحية طفلًا يرتدي معينة سمعية، وآخر يرتدي دعامة ساق، وطفلًا ثالثًا يستخدم عكازين. | 2012             | 2–6 سنوات     | كرتون سميك              |
| العرض (أول مرة)                                         | جان لويس                   | تُظهر الرسوم بوضوح معلمة ترتدي جهازًا سمعيًا لاسلكيًا/FM، يُفترض أنه لفائدة طفل أصم، كما أن هناك عدة فتيات يرتدين مشابك شعر مربعة قد تُفهم على أنها أجهزة سمعية؛ لا تظهر رسوم واضحة لطفل يرتدي معينة سمعية أو زراعة قوقعة. كما تتضمن الرسوم طفلًا بساق مكسورة ويستخدم عكازين.                                                                  | 2012             | 2–6 سنوات     | كرتون سميك              |
| ما الذي يمكنني أن أشعر به؟ (الحواس الصغيرة)             | آني كولبر                  | تتضمن الرسوم التوضيحية طفلًا يرتدي معينة سمعية. تم اختيار هذا الكتاب لحقيبة "بوكباغ بيبي" من قبل "صندوق الكتاب الاسكتلندي". | 2011             | 0–3 سنوات     | كتاب كرتوني             |
| ما الذي يمكنني أن أتذوقه؟ (الحواس الصغيرة)              | آني كولبر                  | تتضمن الرسوم التوضيحية طفلًا يرتدي معينة سمعية وآخر يرتدي دعامة ساق. | 2011             | 0–3 سنوات     | كتاب كرتوني             |
| ما الذي يمكنني أن أسمعه؟ (الحواس الصغيرة)               | آني كولبر                  | تتضمن الرسوم التوضيحية طفلًا يرتدي معينة سمعية وآخر يرتدي رقعة عين. | 2011             | 0–3 سنوات     | كتاب كرتوني             |
| ما الذي يمكنني أن أراه؟ (الحواس الصغيرة)                | آني كولبر                  | تتضمن الرسوم التوضيحية طفلًا يرتدي معينة سمعية. | 2011             | 0–3 سنوات     | كتاب كرتوني             |
| الطبيب البيطري (أول مرة)                                | جيس ستوكهام                | تتضمن الرسوم التوضيحية طفلًا يرتدي معينة سمعية، وآخر يرتدي نظارات، وطفلًا ثالثًا مع كلب مرافقة المكفوفين. | 2011             | 2–6 سنوات     | كرتون سميك              |
| الطبيب (أول مرة)                                        | جيس ستوكهام                | تتضمن الرسوم التوضيحية موظفة استقبال ترتدي معينة سمعية وطفلًا يرتدي معينة سمعية يزور الطبيب. وهناك طفل آخر يعاني من الإكزيما. جزء من سلسلة فازت بجائزة "بيزيبي" الفضية عام 2010. | 2011             | 2–6 سنوات     | كرتون سميك              |
| صفق يديك                                                | آني كولبر                  | تتضمن الرسوم التوضيحية طفلًا يرتدي معينة سمعية. جزء من سلسلة فازت بجائزة بريسكول الذهبية العملية 2014 (المملكة المتحدة). | 2010             | 0–2 سنوات     | كتاب كرتوني             |
| أنت وأنا (الطفل الجديد)                                 | رايتشل فولر                | تتضمن الرسوم التوضيحية طفلًا يرتدي معينة سمعية. | 2009             | 1–3 سنوات     | كتاب كرتوني             |
| جليسة الأطفال (أول مرة)                                 | جيس ستوكهام                | تُظهر الرسوم جليسة الأطفال والطفل يشيران معًا إلى كلمة "بطة" بلغة الإشارة البريطانية. فاز هذا الكتاب بجائزة بريسكول البرونزية العملية (المملكة المتحدة) عام 2009، وجائزة "أوبنهايم لأفضل كتاب" الذهبية (الولايات المتحدة) عام 2010، كما فاز بجائزة "بيزيبي" الفضية (المملكة المتحدة) عام 2011.                                            | 2009             | 2–6 سنوات     | كرتون مقوى              |
| يوم كبير في الخارج (أول مرة)                            | جيس ستوكهام                | تتضمن الرسوم شخصيتين في الخلفية تتواصلان بلغة الإشارة أثناء انتظار شراء التذاكر. البالغ يشير إلى "تذكرة" بلغة الإشارة البريطانية، ويستجيب الطفل بالإشارة إلى "متشوق". كما تتضمن الصور شعار حلقة السمع المستخدم في المملكة المتحدة. فاز هذا الكتاب بجائزة بريسكول البرونزية العملية (المملكة المتحدة) 2009، وجائزة "بيزيبي" الفضية 2011. | 2009             | 2–6 سنوات     | كرتون مقوى              |
| معًا (مثلنا تمامًا!)                                      | جيس ستوكهام                | تتضمن الرسوم التوضيحية طفلًا صغيرًا يرتدي معينة سمعية أثناء اللعب بالرمل، وطفلًا آخر يرتدي خوذة أمان. جزء من سلسلة فازت بجائزة "التربية العملية الذهبية". | 2008             | 1–3 سنوات     | كتاب كرتوني             |
| تكوين الصداقات! (مثلنا تمامًا!)                          | جيس ستوكهام                | تتضمن الرسوم التوضيحية طفلًا يرتدي معينة سمعية وطفلًا مصابًا بمتلازمة داون. جزء من سلسلة فازت بجائزة "التربية العملية الذهبية". | 2008             | 1–3 سنوات     | كتاب كرتوني             |
| أنا إبريق شاي صغير                                      | آني كولبر                  | تتضمن الرسوم التوضيحية طفلًا يرتدي معينة سمعية. جزء من سلسلة فازت بجائزة بريسكول الذهبية العملية (المملكة المتحدة) 2014. | 2007             | 0–2 سنوات     | كتاب كرتوني             |
| اقفز وتمايل (جمباز الطفل)                               | سانيا ريشيك                | تتضمن الرسوم التوضيحية طفلًا رضيعًا يرتدي معينة سمعية. فاز هذا الكتاب بجائزة بريسكول البرونزية العملية (المملكة المتحدة) عام 2008. | 2007             | 0–2 سنوات     | كتاب كرتوني             |
| اللمس والدغدغة (جمباز الطفل)                            | سانيا ريشيك                | تتضمن الرسوم التوضيحية طفلًا رضيعًا يرتدي معينة سمعية، وولي أمر أو مقدم رعاية يستخدم كرسيًا متحركًا. فاز هذا الكتاب بجائزة "أوبنهايم لأفضل كتاب" الذهبية، وجائزة "مايرا روبرتسون" لكتاب الأطفال لعام 2009، وجائزة بريسكول البرونزية العملية 2008، وجائزة أوبنهايم للمنتجات القابلة للتكيف للاحتياجات الخاصة.                                | 2007             | 0–2 سنوات     | كتاب كرتوني             |
| مستكشفو المحيط الصغار (المستكشفون الصغار)               | أنتوني لويس                | تتميز الشخصية ذات الوجهين القابلة للإدخال في كل مشهد بفتاة ترتدي معينة سمعية متصلة بحبل تثبيت على جانب، وصبي لا يرتدي معينة على الجانب الآخر. | 2007             | 1–4 سنوات     | كتاب كرتوني             |
| أرجوحة! أغاني الحضانة (وقت الحضانة)                     | آني كولبر                  | تتضمن الرسوم التوضيحية طفلًا يرتدي معينة سمعية وآخر لديه زراعة قوقعة. | 2006             | 1–3 سنوات     | كتاب كرتوني             |
| بيكا-بو! ألعاب الحضانة (وقت الحضانة)                    | آني كولبر                  | تتضمن الرسوم التوضيحية شخصًا بالغًا يرتدي معينة سمعية وطفلًا يرتدي دعامة ساق. | 2005             | 2–3 سنوات     | كتاب كرتوني             |
| نو-نو! (طفلي الجديد)                                    | كارول تومسون               | تتضمن الرسوم التوضيحية طفلًا رضيعًا يرتدي معينة سمعية وآخر يرتدي رقعة عين. | 2009             | 0–2 سنوات     | كرتون مقوى              |

## كتب مصورة مع شخصيات صماء
الكتب مرتبة حسب تاريخ النشر. تم تمييز المؤلفين والرسامين الصم بالأحرف الخط العريض.
| العنوان                                                                                                   | المؤلف/الرسام                                                                  | الشخصيات الصماء | عمر الطفل         | سنة النشر الأولى |
| --- | ------------------------------------------------------------------------------ | --- | ----------------- | ---------------- |
| أحيانًا أحب الهدوء (سلسلة دوق الكلب الأصم بلغة الإشارة الأمريكية)                                          | كيلي براكينهوف، كاترينا بالدي                                                  | دوق الكلب الأصم هو العضو الوحيد الأصم في عائلته. يستخدم لغة الإشارة الأمريكية والإنجليزية للتواصل. | 3-9 سنوات         | 2022             |
| كلبي كوا (سلسلة دوق الكلب الأصم بلغة الإشارة الأمريكية)                                                   | كيلي براكينهوف، تيريزا موراي                                                   | دوق الكلب الأصم يعاني من ضعف السمع وأفضل صديقه كوا أصم. يستخدمان لغة الإشارة الأمريكية للتواصل مع بعضهما. | 3-9 سنوات         | 2022             |
| استمع: كيف غيرت إيفلين جليني، الفتاة الصماء، الإيقاع                                                      | شانون ستوكر، ديفون هولتزوارث                                                   | استنادًا إلى القصة الحقيقية لإيفلين جليني، يروي الكتاب قصة كيف أن أذنيها كانت تؤلمها أثناء الطفولة وأصبح العصب السمعي لها تالفًا، فبدأت في ارتداء أجهزة سمعية. تستخدم الكلام للتواصل ويخبر الكتاب كيف تغلبت على التحيز وأصبحت عازفة إيقاع مشهورة عالميًا. | 4-8 سنوات         | 2022             |
| صنع الأصدقاء: كتاب لوح قابل للرفع عن الصداقات                                                             | بات-أ-كاي (المؤلف)، لويس فورشو                                                 | الرسوم التوضيحية تتضمن مجموعة متنوعة من الأشخاص بما في ذلك صبي صغير يرتدي نظارات وزرع قوقعة سمعية حمراء على الغلاف. | 3+ سنوات          | 2021             |
| مقاومة العنصرية: كتاب لوح قابل للرفع عن الوقوف معًا                                                        | الدكتورة براغيا أغاروال، لويس فورشو                                            | الرسوم التوضيحية تتضمن مجموعة متنوعة من الأشخاص بما في ذلك فتاة بيضاء تحمل زرع قوقعة سمعية زرقاء، وفتاة ذات بشرة بنية تحمل زرع قوقعة سمعية حمراء، وصبي ذو بشرة بنية يحمل جهاز سمع أخضر. تظهر الصور أيضًا فتاة ترتدي نظارات مع رقعة عين، وصبي يستخدم كرسي متحرك، وعدد من الأطفال والبالغين يرتدون نظارات.                                                    | 3+ سنوات          | 2021             |
| الأصوات المرئية                                                                                           | ين جيانلينغ، يو رونغ، فيليب سيلوتشي                                            | استنادًا إلى القصة الحقيقية للراقصة الصينية المحترفة ليهوا تاي، التي هي أصمّة وتستخدم لغة الإشارة وبعض الكلام للتواصل. يروي الكتاب كيف أن الشخصية المركزية، مي لي، البالغة من العمر عامين، أصيبت بمرض وأصبحت صمّاء تمامًا. في البداية، كانت تعاني من العزلة والحزن، لكنها لاحقًا اكتشفت بوضوح أنها يمكنها تجربة الصوت من خلال الشعور بالاهتزازات.               | 4-8 سنوات         | 2021             |
| انظر ماذا أستطيع أن أفعل؟                                                                                 | جون روبرتس، هانا رونينغ                                                        | يغطي الكتاب العديد من الأطفال ذوي الإعاقات بما في ذلك طفل أصم. |                   | 2021             |
| أروع شخصية في العالم                                                                                      | آدم بوتل، آنا سانفليبو                                                         | بطلة الكتاب فيلومينا هي فتاة صغيرة صماء تعاني من الملاحظات المزعجة في أجهزتها السمعية. لا تستطيع استخدام خيالها أثناء ارتدائها لها ويفضل التواصل باستخدام لغة الإشارة. |                   | 2020             |
| الريح يصدر أصواتًا (سلسلة دوق الكلب الأصم بلغة الإشارة الأمريكية)                                          | كيلي براكينهوف، تيريزا موراي                                                   | دوق الكلب الأصم يرتدي جهاز سمعي على أحد أذنه ويستخدم لغة الإشارة مع عائلته. | 3-9 سنوات         | 2020             |
| هل يمكن للدببة التزلج؟                                                                                    | رايموند أنتروبوس، بولي دونبار                                                  | الشخصية المركزية في الكتاب، الدب الصغير، أصم ويحصل على أجهزة سمعية في الكتاب. يتضمن القصة بعض نصائح التوعية بالصمم. | 3-6 سنوات         | 2020             |
| ميلا تحصل على أذنيها الخارقتين                                                                            | آشلي ماشوفيك                                                                   | الشخصية المركزية ميلا تروي قصة كيف تم اكتشاف فقدان سمعها عندما كانت طفلة وكيف أصبحت مؤهلة لعملية زراعة القوقعة السمعية عندما كانت في الثانية من عمرها. |                   | 2020             |
| زولا تحصل على أجهزة سمع                                                                                   | ناريتا سنياد، داون كامبل                                                       | الشخصية المركزية زولا تحصل على جهاز سمعي في القصة. | 5-12 سنة          | 2020             |
| مغامرات بيلي باها وأصدقائها الخارقة السمع!                                                                | جيسيكا جوردان-هوغان                                                            | الشخصية المركزية بيلي تعاني من الميكروتي، وتعاني من ضعف السمع وترتدي جهاز باها. في الكتاب، تذهب بيلي إلى المدرسة مع مجموعة من الشخصيات الصماء، بما في ذلك أحدهم أصم-أعمى (يظهر مرتديًا أجهزة سمعية ونظارات) وآخر يرتدي زراعة قوقعة سمعية وطفل يستخدم كرسيًا متحركًا ويرتدي جهاز باها.                                                                         |                   | 2020             |
| أقدام ميكاه التائهة (ميكاه يستطيع! 2)                                                                     | تابيثا ج. بيج، ألكسندر كوليشوف                                                 | ميكاه القرد أصم، يعيش في قفص حديقة الحيوان مع عائلته ويستخدم لغة أوسلان للتواصل مع عائلته. | 3-10 سنوات        | 2020             |
| بيسي تحتاج إلى أجهزة سمعية                                                                                | جينا هارمكي، توبي ميكل                                                         | الشخصية المركزية بيسي، الأرنب، تحصل على أجهزة سمعية في القصة. |                   | 2020             |
| ماكسي وأذنه الخارقة                                                                                       | ماجي كلاين                                                                     | الشخصية المركزية ماكسي يحصل على أول مجموعة من الأجهزة السمعية في سن الثالثة. هذه جزء أساسي من القصة. |                   | 2020             |
| البحث عن جهاز القوقعة                                                                                     | مايا واسرمان, لوسي روجرز                                                       | الشخصية الرئيسية، الحورية أنجل، أصمّة وترتدي زراعة قوقعة سمعية ثنائية الجانب، ويظهر في الكتاب أيضًا شخصية أصمّة أخرى تدعى ميركيتي، ويتواصلون بلغة الإشارة البريطانية (BSL). تتضمن القصة بعض النصائح للتوعية بالصمم وتتوفر نسخة بلغة الإشارة البريطانية على تطبيق قصص موقع ITV. تم نشر الكتاب من قبل جمعية الأطفال الصم في المملكة المتحدة في المملكة المتحدة. |                   | 2020             |
| طائر لينغ لينغ، الذي يُرى ويُسمع: قصة مبهجة عن الصداقة والقبول والأذنين السحريتين! (مغامرات طائر لينغ لينغ) | تانيا ساودر                                                                    | الشخصية الرئيسية هي طائر يُدعى لينغ لينغ وهو أصم بشكل كامل ولديه "أذنين سحريتين" (زرعات قوقعة سمعية) ويتحدث بوضوح الآن بعد ساعات عديدة من العلاج بالنطق. | 6-8 سنوات         | 2020             |
| لا يهم (سلسلة دوق الكلب الأصم بلغة الإشارة الأمريكية)                                                     | كيلي براكينهوف، تيريزا موراي                                                   | Duke الكلب الأصم هو العضو الوحيد الأصم في عائلته. لا يحب أن يُقال له "لا يهم". | 3-9 سنوات         | 2019             |
| سامي وأذنه الخارقة                                                                                        | كاي هوفمان بروكاتو، كاميرون ويلسون                                             | أحد الشخصيات الرئيسية، سامي السلحفاة، يرتدي زراعة قوقعة سمعية. | 8-12 سنة          | 2019             |
| اقرأ فقط!                                                                                                 | لوري دِغمان                                                                     | تحتوي إحدى الصفحات على رسم توضيحي يظهر طفلًا يُوقع "أحبك" بلغة الإشارة الأمريكية مع النص "أقرأ باستخدام صوتي أو يديّ، باستخدام الإشارات". كما تظهر الرسوم التوضيحية طفلًا يقرأ كتابًا بطريقة بريل. | 4-7 سنوات         | 2019             |
| سوبر كينا: فتاة قوية مع أجهزة سمعية                                                                       | بيكي سيمبالوك، زوزانا سفوبودوفا                                                | الشخصية الرئيسية هي البطلة الخيالية سوبر كينا التي ترتدي جهازين سمعيين. |                   | 2019             |
| الأسرار المخفية تحت شجرة النخيل                                                                           | أنجيليكي ستاماتوبولو-بيديرسن، تتي سولّو                                         | أحد الشخصيات الرئيسية هو جاكوب الذي يذهب إلى مدرسة عادية؛ وهو يرتدي أجهزة سمعية. |                   | 2019             |
| قوة المبتسرين: قصة صوت ويف                                                                                | ماريا أديسون جراي                                                              | الشخصية الرئيسية "المنتسب" يرتدي جهازين سمعيين زرقاء. |                   | 2019             |
| ماذا قلت؟                                                                                                 | الدكتورة زينات عبدالشكر، تاجمول رياض تاجمول رضوان، تازمين روكسانا تاجمول رضوان | الشخصيات الرئيسية هي راي وروي، التوأمان المتطابقان. راي يعاني من الاضطراب الطيفي للعصب السمعي، ويرتدي أجهزة سمعية ويستخدم الكلام للتواصل. |                   | 2019             |
| ببساطة رائعة: قصة بلوط                                                                                    | ماري ل. موتلي، تيمي سوليفان، جيني كامبل                                        | الشخصية الرئيسية، بلوط الكلب، أصم وعندما تم تحديد ذلك، علمه الأشخاص الذين يهتمون به لغة الإشارة. |                   | 2019             |
| سندريلا الصماء                                                                                            | أدونيا سميث، مورين كلوزا                                                       | سندريلا في هذه القصة هي أصمّة وتستخدم لغة الإشارة الأمريكية للتواصل. |                   | 2019             |
| الأميرة الشجاعة وأنا                                                                                      | كاثي كايسر، جوليانا كولسوفا                                                    | هذا الكتاب يستند إلى جزء من حياة أليس أميرة باتنبرغ التي وُلدت صماء واستخدمت لغة الإشارة، والكلام (الإنجليزية، الألمانية واليونانية) وقراءة الشفاه للتواصل. | 5-6 سنوات         | 2019             |
| هذا الرجل العجوز                                                                                          | كلير كياي                                                                      | الرسومات تشمل محترفًا طبيًا يرتدي سماعة أذن. متاح أيضًا ككتاب لوحي. | من 2–6 سنوات      | 2019             |
| سعيد بكوني أنا                                                                                            | إيما دود                                                                       | الرسومات تشمل فتى شاب من الأقليات العرقية يرتدي سماعة أذن زرقاء ساطعة في أذنه اليمنى. هناك أيضًا طفل آخر يرتدي نظارات وطفل آخر يجلس في كرسي متحرك. | من 3–5 سنوات      | 2019             |
| عالم نينيتا الكبير: القصة الحقيقية لقرد المارموزيت القزم الأصم                                            | سارة غلين مارش، ستيفاني فيزر كولمان                                            | هذه القصة عن قرد أصم. | من 4–7 سنوات      | 2019             |
| من نافذتي؛ مغامرة شعرية وإشارة                                                                            | سو سيرل، كريس هاموند، كاث سميث، شيللي إنسور                                    | الرسومات تشمل شخصيات تعاني من فقدان السمع (زراعة قوقعة وسماعات أذن؟) ورسوم توضيحية لعلامات لغة الإشارة البريطانية. | من 2–7 سنوات      | 2018             |
| لا يوجد أحد مثلك                                                                                          | كاثرين هيلينغ، ديبورا هيمبروك، روزي بوتشر                                      | الرسومات تشمل فتاة ذات شعر زنجبلي ترتدي سماعتين أذنين. هناك أيضًا شخصية ترتدي نظارات وأخرى تستخدم عكازًا لذراعها وأخرى تستخدم كرسيًا متحركًا. | من 3–7 سنوات      | 2018             |
| الصخرة التي لم تستطع التدحرج                                                                              | جي ميلتسكي، إيرين وزنياك                                                       | الرسومات تشمل "صخرة" تدعى ليزي ترتدي سماعة عظمية للسمع على حزام ناعم وردي. | من 4–8 سنوات      | 2018             |
| مكان السعادة                                                                                              | آمي كروكفورد، دانيال باتلر                                                     | الشخصية الرئيسية آمي تبلغ من العمر 10 سنوات وأصمّة وتستخدم لغة الإشارة الأمريكية للتواصل. |                   | 2018             |
| الوحش في الحديقة                                                                                          | ليا كارول، إيكاترينا فويديس                                                    | أحد الشخصيات المركزية، ماجي، ترتدي زراعة قوقعة سمعية على جانبها الأيمن. |                   | 2018             |
| إيزكيل يساعد في تنظيف المنزل (إيزكيل الكلب المعالج الأصم)                                                 | ماري ليونز، توم ليونز                                                          | الشخصية الرئيسية، إيزكيل، أصم ويتعلم من مالكيه بلغة الإشارة الأمريكية. |                   | 2018             |
| قصة فيوليت                                                                                                | فرانسيس كلارك                                                                  | الشخصية الرئيسية، فيوليت، تفقد سمعها في طفولتها ثم تحصل على زراعة قوقعة سمعية. | من 5+ سنوات       | 2018             |
| النجمة الصامتة: قصة لاعب البيسبول الأصم ويليام هوى                                                        | بيل وايز، آدم غوستافسون                                                        | كتاب عن حياة دومي هوي الذي أصبح أصمًا بعد إصابته التهاب السحايا في سن ثلاث سنوات. | من 6–11 سنوات     | 2018             |
| الفيل والبطانية المفقودة                                                                                  | أليكس ناديو                                                                    | الشخصية الرئيسية الفيل في هذه القصة يرتدي سماعات أذن ثنائية الطرف بينما يرتدي النمر زراعة قوقعة سمعية ثنائية الطرف. |                   | 2018             |
| الولد | فيليب كامينغز، هاني ديفريز                                                     | الشخصية الرئيسية أصم ويستخدم لغة الإشارة الأسترالية، والكتابة والإيماءات للتواصل. |                   | 2018             |
| ميكا و الانتقال الكبير (ميكا يستطيع! 1)                                                                   | تابيثا بيج، ألكسندر كوليشوف                                                    | ميكا القرد وُلد أصمًا ويستخدم لغة الإشارة الأسترالية وأبجدية "BANZSL". | من 3–7 سنوات      | 2018             |
| تعرف على جاستين: قصة عن ضعف السمع (كتب شخص مميز)                                                          | هيذر مكارثي، كيت رايان                                                         | جاستين يعاني من "ضعف السمع" ويتضمن الكتاب بعض نصائح الوعي بالصمم في نهايته. (متاح فقط كإصدار كيندل.) |                   | 2017             |
| أيام صامتة، أحلام صامتة                                                                                   | آلين ساي                                                                       | سيرة ذاتية لجايمس كاسل الذي وُلد قبل موعده بشهرين وكان أصمًا ومصابًا بالتوحد، ورغم صعوبات التواصل التي واجهها لأنه لم يتعلم القراءة أو الكتابة، أو استخدام لغة الإشارة أو الكلام، أصبح فنانًا بارعًا. الكتاب لا يحتوي على صور لأعماله. فاز هذا الكتاب بجائزة جائزة شنايدر العائلية للكتاب للأطفال في عام 2018.                                                  | من 8–12 سنوات     | 2017             |
| قرّاء ناشيونال جيوغرافيك: هيلين كيلر (المستوى 2) (سير القراء)                                              | كيتسون جيزينكا                                                                 | سيرة مصورة لهيلين كيلر. | من 5–8 سنوات      | 2017             |
| فخور بكوني أصم                                                                                            | آفا بيز, ليلي بيز, نيك بيز, رومينا مارتي                                       | الشخصية الرئيسية، آفا، أصمّة وترتدي سماعات أذن وتستخدم أيضًا لغة الإشارة البريطانية للتواصل. الكتاب يضم أيضًا والديها اللذين هما أصمّان والعديد من نماذج دور الأشخاص الأصماء. | من 6–8 سنوات      | 2017             |
| عالم هيلين الكبير (الكلمات الكبيرة): حياة هيلين كيلر                                                      | دوريين راباتوبورت، مات تافاريس                                                 | سيرة مصورة لهيلين كيلر التي أصبحت الإعاقة السمعية البصرية في سن 19 شهرًا واستخدمت مزيجًا من طريقة روشستر، ولغة الإشارة الأمريكية، والكلام، والبرايل. | من 6–9 سنوات      | 2017             |
| ساحرة الزنجبيل                                                                                            | بول ميلر                                                                       | الشخصيات الرئيسية هما توأمان، أحدهما، أندرس، أصم ويستخدم ... للتواصل. |                   | 2017             |
| سحر الجنيات                                                                                               | سيري برنيل، لورا إلين أندرسون                                                  | الشخصية الرئيسية ترتدي سماعة عظمية للسمع على حزام ناعم. | من 3–6 سنوات      | 2017             |
| عناق دافئ قبل النوم                                                                                       | جانا نوفوتني-هنتر، كاي ويدووسون                                                | الشخصية الرئيسية ترتدي سماعة أذن. | من 3–7 سنوات      | 2017             |
| وهكذا، أحمد يسمع                                                                                          | دون دوغ                                                                        | الشخصية الرئيسية أحمد لا يستطيع سماع الكلام قبل أن يتم تركيب سماعات الأذن له. | 2017              |                  |
| ماري الرائعة: صماء بزراعة قوقعة الأذن                                                                     | إميلي كريستنسن                                                                 | الشخصية الرئيسية، ماري، تستخدم لغة الإشارة والكلام وزراعة قوقعة الأذن الثنائية للتواصل. | 2017              |                  |
| جاك وياسمين لإنقاذ الموقف                                                                                 | كارين هارلو، ساندرا أغيلار                                                     | جاك هو أحد الشخصيتين الرئيسيتين، وهو أصم ولديه زراعة قوقعة أذن. | من 4 إلى 7 سنوات  | 2017             |
| آذان إيما                                                                                                 | جيانا ريغي                                                                     | الشخصية الرئيسية، إيما، وُلدت صماء بشكل عميق وحصلت على زراعة قوقعة أذن بعد تجربة سماعة الأذن. | من 5 إلى 6 سنوات  | 2016             |
| ماكس وسماعات الأذن الخاصة به                                                                              | إميلي ميكوسكي                                                                  | الشخصية الرئيسية، ماكس، يرتدي سماعات الأذن. (إصدار كيندل فقط) |                   | 2016             |
| رانفير لا يستطيع السمع                                                                                    | جينيفيف يوسف، شيرماين فيليب                                                    | الشخصية الرئيسية، رانفير الفيل، أصم. |                   | 2016             |
| دوجر دوج يلتقي بشيا: المجلد 3 (مغامرات دوجر دوج)                                                          | كارين جي، كيم وايمر                                                            | الشخصية الرئيسية، دوجر، يلتقي بهولي، كلب أصم، ويتعلمان التواصل. |                   | 2016             |
| صوت كل الأشياء                                                                                            | مايرون أولبيرغ، تيد بابولاس                                                    | الكتاب مكتوب من منظور أحد الأطفال السامعين لأبوين أصمين يستخدمان لغة الإشارة الأمريكية للتواصل. لقد فاز هذا الكتاب بعدة جوائز بما في ذلك "كتب ملحوظة للمجتمع العالمي 2017"، "أفضل كتب دراسات اجتماعية للأطفال 2017"، "اختيارات CCBC 2017"، "أفضل كتب الأطفال لعام 2017 (المميزة)".                                                                         | من 6 إلى 10 سنوات | 2016             |
| قصة ويليام هوي: كيف غيّر لاعب البيسبول الأصم اللعبة                                                        | نانسي تشيرنين، جيز تويا                                                        | ويليام هوي أصم ويستخدم لغة الإشارة الأمريكية للتواصل. لقد فاز هذا الكتاب بعدة جوائز بما في ذلك "جائزة قصة العالم لأفضل كتاب 2017"، "أفضل كتب للأطفال من مكتبة نيويورك العامة 2016"، "أفضل كتب الأطفال لعام 2017" و"قائمة اختيار قراء لويزيانا الشباب 2018".                                                                                                | من 4 إلى 8 سنوات  | 2016             |
| مغامرات ديزي وتيد الرائعة                                                                                 | أليكس ناديو                                                                    | ديزي، إحدى الشخصيات الرئيسية، ترتدي سماعة أذن. | من 4 إلى 7 سنوات  | 2016             |
| السنجاب الأصم الصغير                                                                                      | السيدة باربرا ريتشفورد                                                         | الشخصية الرئيسية أصم. | من 5 إلى 6 سنوات  | 2016             |
| سيمون | سونيا ب. ب. جيريدهار                                                           | الشخصية الرئيسية، سيمون، تستخدم نظام FM لسماع المعلمة. بما أن أذنيها مغطاة بشعرها في الرسوم التوضيحية، لا يمكن رؤية زراعة القوقعة أو سماعات الأذن. |                   | 2016             |
| صديقي أصم                                                                                                 | جيمس كيروين، ماري كيروين                                                       | أحد الشخصيتين الرئيسيتين، جيمس، أصم بشكل عميق ويستخدم لغة الإشارة الأسترالية للتواصل. |                   | 2015             |
| الفيل في الغرفة                                                                                           | جيم بومبيشينو، جيلداس شاتال                                                    | الشخصية الرئيسية، سكايلي، يعاني من فقدان السمع ويرتدي سماعات الأذن ويستخدم الكلام للتواصل. |                   | 2015             |
| مايك والطالب الأصم (نادي سير في حذائي)                                                                    | شيلون ستراكا هندريكس                                                           | ديفيد، الطالب الأصم، يتعرض للتنمر ولكن بعد قضاء يوم كامل كأصم، يتعلم بعض لغة الإشارة الأمريكية ثم يتوقف عن التنمر على ديفيد. | من 5 إلى 9 سنوات  | 2015             |
| آذان ماكسي السوبر                                                                                         | ماغي كلاين                                                                     | الشخصية الرئيسية، ماكسي، يحصل على سماعات الأذن. |                   | 2015             |
| الماعز يذهب إلى مجموعة اللعب                                                                              | جوليا دونالدسون، نيك شاررت                                                     | الرسوم التوضيحية تظهر قردًا يرتدي سماعة أذن. | 2015              |                  |
| أنا هيلين كيلر (الأشخاص العاديون يغيرون العالم)                                                           | براد ميلتزر                                                                    | سيرة ذاتية مصورة لهيلين كيلر. |                   | 2015             |
| الخمسة منا                                                                                                | كوينتين بليك                                                                   | هناك خمسة شخصيات رئيسية وواحدة منهم أصم. | من 5 إلى 7 سنوات  | 2014             |
| توماس إديسون الشاب                                                                                        | مايكل دولينغ                                                                   | هذا الكتاب هو سيرة ذاتية توماس إديسون. أصبح أصمًا (أصم تمامًا في أذنه اليسرى وصعب السمع في اليمنى) عندما كان عمره تقريبًا من 9 إلى 12 عامًا. استخدم الكلام وقراءة الشفاه للتواصل. |                   | 2014             |
| الأيدي والقلوب: مع 15 كلمة بلغة الإشارة الأمريكية                                                         | دونا جو نابولي، آمي بايتس                                                      | الأم وابنتها في هذه القصة يستخدمان لغة الإشارة الأمريكية للتواصل. |                   | 2014             |
| خيط القفاز                                                                                                | جينيفر روزنر، كريستينا سوارنر                                                  | إحدى الشخصيات الرئيسية، بايلا، أصمّة وتعتني بطفلها. | من 3 إلى 7 سنوات  | 2014             |
| هارموني تسمع الصوت                                                                                        | فارا أوغستوفر                                                                  | الشخصية الرئيسية، هارموني، تحصل على سماعة أذن وتستخدم نظام FM في المدرسة. |                   | 2014             |
| كايلي تحصل على زراعة قوقعة سمعية                                                                          | ماريلين سي. روز                                                                | الشخصية الرئيسية، كايلي، فقدت سمعها بعد مرض في سن السادسة وبعد أن استخدمت قراءة الشفاه ولغة الإشارة لمدة عامين (دون استخدام أجهزة السمع) حصلت على زراعة قوقعة سمعية. |                   | 2013             |
| داكي الأصم (أصدقاء الديناصورات)                                                                           | جاك هيوز                                                                       | الشخصية الرئيسية، داكي، أصم ويستخدم سماعة أذن. | 8–12 سنوات        | 2013             |
| أفضل صديقة لهيلين كيلر، بيل                                                                               | هولي م. باري، جنيفر ثيرميس                                                     | الشخصية الرئيسية في هذا الكتاب هي هيلين كيلر التي أصبحت الإعاقة السمعية البصرية بعد مرض أصيبت به في سن 19 شهراً. في الكتاب، تستخدم الأبجدية اليدوية الأمريكية، بريل والكلام للتواصل. | 4–8 سنوات         | 2013             |
| أذني السحرية                                                                                              | بوب كينيدي                                                                     | الشخصية الرئيسية تم تركيب زراعة قوقعة سمعية مزدوجة لها في الكتاب. |                   | 2013             |
| ماكس وجورج يصنعان أصدقاء جدد                                                                              | ماثيو روبينز                                                                   | إحدى الشخصيات الرئيسية، ماكس، أصم ويستخدم لغة الإشارة البريطانية للتواصل. |                   | 2013             |
| آني وهيلين                                                                                                | ديبورا هوبكنسون، راؤول كولون                                                   | هذا الكتاب يتحدث عن حياة هيلين كيلر (أصم كفيف) ومعلمتها آني سوليفان (عمياء.) | 4–8 سنوات         | 2012             |
| النجم الصامت: قصة اللاعب الكبير الأصم ويليام هوى                                                          | بيل وايز، آدم غوستافسون                                                        | سيرة ذاتية مصورة عن دومي هوى الذي أصبح أصم بعد إصابته بـالتهاب السحايا في سن الثالثة. | 6–11 سنوات        | 2012             |
| عالم هيلين الكبير: حياة هيلين كيلر (كلمات كبيرة)                                                          | دورين رابابورت، مات تافاريس                                                    | سيرة ذاتية مصورة لـهيلين كيلر. | 6–8 سنوات         | 2012             |
| لنسمع لصالح ألميجال                                                                                       | ويندي كوبر                                                                     | الشخصية الرئيسية ألميجال فقدت سمعها ثم حصلت على زراعة قوقعة سمعية مزدوجة. فائزة بجائزة "Mom's Choice Gold Award" للقيم والدروس الحياتية. | 5–7 سنوات         | 2012             |
| هل يمكنك سماع قوس قزح؟                                                                                    | جامي ريجيو هيلان، نيكولا سيموندس                                               | الشخصية الرئيسية، كريس، أصم ويستخدم لغة الإشارة، سماعات الأذن، وقراءة الشفاه للتواصل. | 5–8 سنوات         | 2012             |
| قصص صوفي: التغلب على العقبات                                                                              | ميلاني باتيكوف                                                                 | الشخصية الرئيسية، صوفي، هي كلبة تعاني من فقدان السمع وتستخدم زراعة قوقعة سمعية. |                   | 2012             |
| فريدي والجنية                                                                                             | جوليا دونالدسون, كارين جورج                                                    | الجنية في القصة تجد صعوبة في سماع الكلام بوضوح وتظهر الرسوم التوضيحية قوساً على الجنية ولكن دون تقنية سمعية مرئية بوضوح. | 3–5 سنوات         | 2011             |
| كتاب سامانثا الممتع عن جهاز FM وسماعة الأذن!                                                              | سامانثا براونلاي                                                               | الشخصية الرئيسية، سامانثا، ترتدي سماعة أذن وتستخدم جهاز FM. |                   | 2011             |
| آذان غرايسي                                                                                               | ديبي بلاكينغتون                                                                | الشخصية الرئيسية، غرايسي، تعاني من فقدان السمع وتستخدم سماعات الأذن. |                   | 2011             |
| جون يستعد للمدرسة                                                                                         | جوان زيلويغر، آندي إليوت                                                       | إحدى الشخصيات الرئيسية، جون، يرتدي سماعة أذن في أذنه اليسرى وزراعة قوقعة سمعية في الجهة اليمنى ويتواصل باستخدام الكلام. |                   | 2010             |
| أبي، جاكي، وأنا                                                                                           | مايرون أولبرغ، كولين بوتمان                                                    | والد الشخصية في القصة هو مستخدم للغة الإشارة الأمريكية (ASL). فاز هذا الكتاب بجائزة مكتبة أمريكا الأمريكية (Schneider Award)، وجائزة سرد القصص (Storytelling World Award) لعام 2006، وجائزة الكتب المتميزة للأطفال ذوي الإعاقات من IBBY، وجائزة اختيار المعلم من رابطة القراءة الدولية.                                                                    | 4–8 سنوات         | 2010             |
| السحابة                                                                                                   | هانا كامينغ                                                                    | الرسوم التوضيحية تحتوي على شخصيتين في الخلفية يتبادلان الإشارات مع بعضهما. |                   | 2010             |
| نزهة الأنهار                                                                                              | ناتالي جونسون                                                                  | الأرنب يحصل على سماعات أذن. |                   | 2010             |
| صوني وزرعاتها القوقعة السمعية                                                                             | سوزانا داسلينغ                                                                 | الشخصية الرئيسية، صوني، أصم وفي البداية تستخدم سماعات الأذن ثم تنتقل إلى زراعة القوقعة السمعية. |                   | 2010             |
| قصص صوفي: تعلم الاستماع (قصص صوفي)                                                                        | ميلاني باتيكوف                                                                 | الشخصية الرئيسية صوفي هي أصمّة، تبدأ باستخدام سماعات الأذن ثم تستخدم زراعة القوقعة السمعية لتعلم الاستماع. |                   | 2010             |
| كلمات جوليا                                                                                               | جوديث ل. روث، بروك روثشانك                                                     | إحدى الشخصيتين الرئيسيتين، جوليا، أصمّة وتستخدم لغة الإشارة الأمريكية للتواصل. | 6–10 سنوات        | 2009             |
| الآن يمكنني السمع                                                                                         | كوني لوساكانو، ماثيو غريفز                                                     | الشخصية الرئيسية تحصل على سماعات الأذن ومن ثم تتمكن من سماع الأصوات. |                   | 2009             |
| عيد ميلاد لبن                                                                                             | كيت غاينور                                                                     | الشخصية الرئيسية، بن، أصم، يذهب إلى مدرسة شاملة ويستخدم سماعات الأذن، لغة الإشارة والكلام للتواصل. فاز هذا الكتاب بالميدالية الفضية في جوائز كتب الأطفال "مونبيم" في 2009. |                   | 2009             |
| الطابعة                                                                                                   | مايرون أولبرغ، هنري سورينسن                                                    | الوالد في القصة أصم ويستخدم لغة الإشارة الأمريكية (ASL) للتواصل. بعض زملاء والده أيضاً يستخدمون لغة الإشارة الأمريكية. | 4–8 سنوات         | 2009             |
| أنا أصم                                                                                                   | جينيفر مور-مالينوس، مارثا فابريغا                                              | الشخصية الرئيسية، لانا، أصمّة وتستخدم مزيجاً من سماعات الأذن، نظام FM، قراءة الشفاه ولغة الإشارة الأمريكية للتواصل. | 6-9 سنوات         | 2009             |
| إنريكي يتحدث بأيديه                                                                                       | بنيامين فودج، تيم إدموندسون                                                    | الشخصية الرئيسية، إنريكي، وُلِد أصمًا ثم تعلّم لغة الإشارة بعدما التقى بأطفال آخرين أصماء. | 3+ سنوات          | 2008             |
| هيلين كيلر: العالم في قلبها                                                                               | ليزا كلين-رانسوم، جيمس رانسم                                                   | هذا الكتاب هو سيرة ذاتية مصورة لـهيلين كيلر. | 5-9 سنوات         | 2008             |
| آبي تحصل على زراعة قوقعة سمعية                                                                            | ماورين كاسيدي ريسكي                                                            | الشخصية الرئيسية، آبي، ترتدي سماعات أذن بنفسجية وتعاني من فقدان السمع التدريجي ثم تحصل على زراعة قوقعة سمعية. يركز الكتاب على عملية تقييم زراعة القوقعة السمعية ثم العناية بعد العملية. |                   | 2008             |
| قلبي يتوهج: أليس كوغسويل، توماس غالوديت، وولادة لغة الإشارة الأمريكية                                     | إميلي أرنولد مكولي                                                             | استنادًا إلى القصة الحقيقية عن كيفية تطوير التعليم للأشخاص الصم في أمريكا، أصبحت أليس أصمّة بعد مرض في سن الثانية. | 6-9 سنوات         | 2008             |
| يوم في الحديقة (هاتي وأصدقاؤها)                                                                           | ليزلي بريمينغتون، كارين ميدلتون                                                | إحدى الشخصيات الرئيسية، هاتي، أصمّة، والرسوم التوضيحية تظهرها وهي ترتدي زراعة قوقعة سمعية. |                   | 2008             |
| أصدقاء، مثلك                                                                                              | ميليسا غريسولد، سينثيا فيشر                                                    | الشخصيتان الرئيسيتان، مولي وماكس، كلاهما أصمّان؛ مولي تستخدم زراعة قوقعة سمعية وماكس يرتدي سماعات الأذن. معلمهم يستخدم نظام FM لمساعدتهم على السمع. |                   | 2007             |
| لوسي: بصوت عالٍ وواضح                                                                                      | لايلا لافان، بياتريس إغليسياس                                                  | الشخصية الرئيسية تستخدم سماعة أذن وتستخدم لغة الإشارة للتواصل. | 5–6 سنوات         | 2007             |
| فقدان سمعي وأنا: نتفاهم معظم الوقت                                                                        | جون ف. أندرسون جونيور، ويليام بوشيل                                            | الشخصية الرئيسية في الكتاب، جاك، يستخدم زراعة قوقعة سمعية والكلام للتواصل. | 4–12 سنوات?       | 2004             |
| جيسون والجرو الأعمى                                                                                       | دون ماكميلان، واريك بينيت                                                      | الشخصية الرئيسية، جيسون، أصم ويرتدي سماعات الأذن ويستخدم لغة الإشارة للتواصل. | 7+ سنوات          | 2004             |
| مفقود! | دون ماكميلان                                                                   | الشخصية الرئيسية، جيسون، أصم ويرتدي سماعات الأذن ويستخدم لغة الإشارة للتواصل. |                   | 2004             |
| أنا رئيس فقدان سمعي                                                                                       | أمي نوول                                                                       | الشخصية الرئيسية تستخدم سماعات الأذن والكلام للتواصل. |                   | 2004             |
| موسى يشاهد عرضًا مسرحيًا                                                                                    | إسحاق ميلمان                                                                   | الشخصية الرئيسية التي تستخدم لغة الإشارة الأمريكية للتواصل تعلم بعض الإشارات لطفل جديد، ثم يشاهد الأطفال عرضًا تقدمه "المسرح الصغير للصم". | 4–8 سنوات         | 2004             |
| موسى يذهب إلى السيرك                                                                                      | إسحاق ميلمان                                                                   | الشخصية الرئيسية موسى يستخدم لغة الإشارة الأمريكية للتواصل مع أسرته السامعة ويعلم شقيقته الصغيرة بعض الإشارات. | 4–6 سنوات         | 2003             |
| العلامات السرية: على طول سكة الحديد تحت الأرض                                                             | أنيتا ريغيو                                                                    | الشخصية الرئيسية، لوك، أصم ويستخدم لغة الإشارة للتواصل. | 5–7 سنوات         | 2003             |
| لوسي | سالي أ. لي                                                                     | الشخصية الرئيسية تعاني من الصمم الأحادي. |                   | 2003             |
| موسى يذهب إلى حفلة موسيقية                                                                                | إسحاق ميلمان                                                                   | الشخصية الرئيسية التي تستخدم لغة الإشارة الأمريكية للتواصل تذهب مع زملائه الصم لحضور حفلة موسيقية، أحد العازفين أيضًا أصم. | 5–8 سنوات         | 2002             |
| هيلين كيلر والعاصفة الكبيرة                                                                               | باتريشيا لاكين، ديانا ماغنوسون                                                 | يُحكى هذا الكتاب جزءًا من حياة هيلين كيلر. | 6–7 سنوات         | 2002             |
| موسى يذهب إلى المدرسة                                                                                     | إسحاق ميلمان                                                                   | الشخصية الرئيسية، موسى، يستخدم لغة الإشارة الأمريكية (ASL) للتواصل ويذهب إلى مدرسة للصم. | 5–8 سنوات         | 2000             |
| حارس حديقة الحيوانات: كاتي أصمّة (اجعلها ممكنة)                                                            | إلينور آرتشر                                                                   | الشخصية الرئيسية كاتي أصمّة بشدة وتستخدم لغة الإشارة البريطانية (BSL) للتواصل. استنادًا إلى قصة حقيقية |                   | 2000             |
| أذن إيلانا، أو كيف أصبحت أفضل أخت كبرى في العالم                                                          | غلوريا روث لويل، كارين ستورمر بروكس                                            | إحدى الشخصيات الرئيسية، إيلانا، الطفلة حديثة الولادة، أصمّة وترتدي سماعات الأذن. |                   | 2000             |
| | مونيكا هيوز، جولي أندرسون                                                      | الرسوم التوضيحية تظهر الشخصية الرئيسية، فتاة صغيرة ترتدي سماعة أذن على أذنها اليمنى. | 3–5 سنوات         | 2000             |
| يوم من نوع صراخ                                                                                           | راشنا جيلمور، غوردون ساف                                                       | الشخصية الرئيسية، سكالي، أصمّة وترتدي سماعات الأذن. فاز هذا الكتاب بجائزة الحاكم العام للأدب في الأدب للأطفال لعام 1999. | 6–7 سنوات         | 1999             |
| دينا الديناصورة الأصمّة                                                                                    | كارول آدادبو فالنتاين                                                          | الشخصية الرئيسية، دينا، أصمّة ثم تتعلم لغة الإشارة بعد أن هربت من والديها السامعين الذين لا يعرفون ولن يتعلموا لغة الإشارة. |                   | 1997             |
| ببغاء روزا                                                                                                | جان واهل، كيم هاورد                                                            | الشخصية الرئيسية روزا تكافح لسماع الكلام بدون مساعدة ببغائها الذي يكرر العبارات بصوت عالٍ. |                   | 1999             |
| العالم الهادئ (سلسلة الرحلات)                                                                             | راوين كايسلي، ليان فيلمنغ                                                      | الشخصية الرئيسية شقيقه الصغير وُلِد أصمًا. يريد الشخصية الرئيسية أن يختبر الصمم بنفسه، لذا يضع كرات القطن في أذنه ويرتدي سماعات رأس ليوم واحد، يعتقد أن شقيقه سيصبح نجم كرة قدم. |                   | 1996             |
| كوزمو يحصل على أذن                                                                                        | غاري كليمنت، يوجين يلتشين                                                      | الشخصية الرئيسية كوزمو يحصل على سماعات الأذن في القصة. |                   | 1994             |
| أبي وأنا في الصباح                                                                                        | باتريشيا لاكين، روبرت سي. ستيل                                                 | الشخصية الرئيسية أصمّ وهو يروي القصة. يستخدم لغة الإشارة الأمريكية وقراءة الشفاه للتواصل. | 4–8 سنوات         | 1994             |
| تلفزيون عالٍ وخنزير في الخارج                                                                              | ديبورا آبي، هنري كيسور، ليزلي موريل                                            | كتبه هنري كيسور (أصم بعد فترة من المرض في سن الثالثة) وزوجته (سماعية) حول الديناميكيات العائلية حيث أحد الوالدين يعاني من فقدان السمع. الأب في العائلة ذهب إلى مدرسة شاملة ولديه مهارات رائعة في القراءة والكتابة ويستخدم قراءة الشفاه والكلام للتواصل. | 4–8 سنوات         | 1994             |
| المراقب الصامت                                                                                            | إينيز ماكنين، كريستي ماكنين                                                    | تم تجميع هذا الكتاب بواسطة إينيز ماكنين حول طفولة كريستي ماكنين، حيث قامت كريستي بإنشاء الرسوم التوضيحية. أصبحت كريستي أصمّة بعد مرض في سن الثانية. |                   | 1993             |
| نافذة التهجئة                                                                                             | دون ل. واتكينز                                                                 | إحدى الشخصيات الرئيسية، سيث، أصمّ ويتواصل باستخدام الكلام ولغة الإشارة الأمريكية. |                   | 1993             |
| ماندي | باربرا د. بوث                                                                  | الشخصية الرئيسية، ماندي، أصمّة وتستخدم لغة الإشارة الأمريكية وقراءة الشفاه للتواصل. | 4–8 سنوات         | 1991             |
| كتاب صور هيلين كيلر (سيرة ذاتية مصورة)                                                                    | ديفيد أ. آدلار، جون والنر، ألكسندرا والنر                                      | سيرة ذاتية مصورة لهيلين كيلر التي كانت عمياء وصماء بعد مرض في سن 19 شهرًا. | 4–8 سنوات         | 1990             |
| أنا أصمّ وهذا مقبول                                                                                        | لورين آيسلتاين، إيفلين مولر، نانسي تايت                                        | الشخصية الرئيسية أصمّة؛ هو يوقع ويرتدي سماعات الأذن ويلتقي بطفل أصم أكبر سنًا. | 4+ سنوات          | 1986             |
| لدي أخت. أختي أصمّة                                                                                        | جياني وايتهوس بيترسون                                                          | إحدى الشخصيات الرئيسية، آسيان، أصمّ بشكل عميق؛ هو لا يستخدم تكنولوجيا السمع ويستخدم قراءة الشفاه والإيماءات للتواصل. هذا الكتاب كان فائزًا بجائزة "كوريتا سكوت كينغ" (1979) واختيار كتب "ريدينغ رينبو" للأطفال لعام 1977 (مكتبة الكونغرس). | 4–8 سنوات         | 1984             |
| آلان والبارون                                                                                             | رون هاميلتون، بيجي ب. ديل                                                      | الشخصية الرئيسية هو فتى أصمّ يستخدم لغة الإشارة للتواصل. تم نشره بواسطة الجمعية الوطنية للصم. |                   | 1983             |
| جامي وتيقره                                                                                               | جان واهل، تومي دي باولا                                                        | جامي الشخصية الرئيسية يصبح أصمًّا بعد إصابته بالحصبة الألمانية. |                   | 1978             |
| زر في أذنها (كتاب مفاهيم)                                                                                 | آدا باسيتي ليتشفييلد                                                           | الشخصية الرئيسية ترتدي سماعات الأذن مع صندوق ملبوس على الجسم وهو نوع من التكنولوجيا المعتادة التي كان يرتديها الأطفال الصم في السبعينيات. |                   | 1976             |

## كتب للقراء الصغار مع شخصيات صماء
تم ترتيب الكتب حسب تاريخ النشر. تم تمييز المؤلفين والمصورين الصم في بالخط العريض. لاحظ أن سلسلة "إيما كل يوم" تحتوي على إصدارات بريطانية بدون الإشارة اليدوية على الغلاف وإصدارات أمريكية مع رسومات للإشارة الأمريكية على الأغلفة الأمامية.
| العنوان                                                      | المؤلف                      | الشخصيات الصماء | عمر الطفل | سنة النشر الأولى |
| الدراجة الكبيرة (إيما كل يوم)                                | سي إل ريد، إلينّا آييّلو      | إيما صماء وترتدي جهاز زرع قوقعي. تستخدم الكلام والإشارة الأمريكية أو الإشارة البريطانية (حسب الإصدار) للتواصل حسب الموقف ومن تتواصل معه. كتاب فصل للقراء الصغار. | 5–7 سنوات | 2023             |
| مسابقة الكتابة (إيما كل يوم)                                 | سي إل ريد، إلينّا آييّلو      | إيما صماء وترتدي جهاز زرع قوقعي. تستخدم الكلام والإشارة الأمريكية أو الإشارة البريطانية (حسب الإصدار) للتواصل حسب الموقف ومن تتواصل معه. كتاب فصل للقراء الصغار. | 5–7 سنوات | 2023             |
| كشك الليمونادة (إيما كل يوم)                                 | سي إل ريد، إلينّا آييّلو      | إيما صماء وترتدي جهاز زرع قوقعي. تستخدم الكلام والإشارة الأمريكية أو الإشارة البريطانية (حسب الإصدار) للتواصل حسب الموقف ومن تتواصل معه. كتاب فصل للقراء الصغار. | 5–7 سنوات | 2022             |
| مغامرة جاز وبوب (فونيكس القط الكبير للحروف والأصوات المحدثة) | تارنيليا ماثيوز، لوسي روجرز | جاز صماء وترتدي سماعات طبية ولديها كلب سمعي "يستمع للأصوات التي لا أسمعها بسبب إعاقتي السمعية." كتاب المرحلة 5.                                                  | 6–7 سنوات | 2022             |
| مخاوف التزلج على الدواليب (إيما كل يوم)                      | سي إل ريد، إلينّا آييّلو      | إيما صماء وترتدي جهاز زرع قوقعي. تستخدم الكلام والإشارة الأمريكية أو الإشارة البريطانية (حسب الإصدار) للتواصل حسب الموقف ومن تتواصل معه. كتاب فصل للقراء الصغار. | 5–7 سنوات | 2022             |
| مراقبة الكلاب (إيما كل يوم)                                  | سي إل ريد، إلينّا آييّلو      | إيما صماء وترتدي جهاز زرع قوقعي. تستخدم الكلام والإشارة الأمريكية أو الإشارة البريطانية (حسب الإصدار) للتواصل حسب الموقف ومن تتواصل معه. كتاب فصل للقراء الصغار. | 5–7 سنوات | 2022             |
| صراع السباحة (إيما كل يوم)                                   | سي إل ريد، إلينّا آييّلو      | إيما صماء وترتدي جهاز زرع قوقعي. تستخدم الكلام والإشارة الأمريكية للتواصل حسب الموقف ومن تتواصل معه. كتاب فصل للقراء الصغار.                                     | 5–7 سنوات | 2022             |
| أهداف الصداقة (إيما كل يوم)                                  | سي إل ريد، إلينّا آييّلو      | إيما صماء وترتدي جهاز زرع قوقعي. تستخدم الكلام والإشارة الأمريكية أو الإشارة البريطانية (حسب الإصدار) للتواصل حسب الموقف ومن تتواصل معه. كتاب فصل للقراء الصغار. | 5–7 سنوات | 2021             |
| رحلة إلى جدتي (إيما كل يوم)                                  | سي إل ريد، إلينّا آييّلو      | إيما صماء وترتدي جهاز زرع قوقعي. تستخدم الكلام والإشارة الأمريكية أو الإشارة البريطانية (حسب الإصدار) للتواصل حسب الموقف ومن تتواصل معه. كتاب فصل للقراء الصغار. | 5–7 سنوات | 2021             |
| الولد في برطمان المربى                                       | جوي سونبار، جون شيللي       | الشخصية الرئيسية، ديلان، يعاني من فقدان السمع التدريجي ويريد أن تعود الأمور كما كانت. شريط الكتاب الليموني.                                                      | 6–7 سنوات | 2020             |
| مجنون من أجل التفاح (إيما كل يوم)                            | سي إل ريد، إلينّا آييّلو      | إيما صماء وترتدي جهاز زرع قوقعي. تستخدم الكلام والإشارة الأمريكية أو الإشارة البريطانية (حسب الإصدار) للتواصل حسب الموقف ومن تتواصل معه. كتاب فصل للقراء الصغار. | 5–7 سنوات | 2020             |
| مشاكل الحفلة (إيما كل يوم)                                   | سي إل ريد، إلينّا آييّلو      | إيما صماء وترتدي جهاز زرع قوقعي. تستخدم الكلام والإشارة الأمريكية أو الإشارة البريطانية (حسب الإصدار) للتواصل حسب الموقف ومن تتواصل معه. كتاب فصل للقراء الصغار. | 5–7 سنوات | 2020             |
| مشاكل رقص التاب (إيما كل يوم)                                | سي إل ريد، إلينّا آييّلو      | إيما صماء وترتدي جهاز زرع قوقعي. تستخدم الكلام والإشارة الأمريكية أو الإشارة البريطانية (حسب الإصدار) للتواصل حسب الموقف ومن تتواصل معه. كتاب فصل للقراء الصغار. | 5–7 سنوات | 2020             |
| الذهاب في رحلة ميدانية (إيما كل يوم)                         | سي إل ريد، إلينّا آييّلو      | إيما صماء وترتدي جهاز زرع قوقعي. تستخدم الكلام والإشارة الأمريكية أو الإشارة البريطانية (حسب الإصدار) للتواصل حسب الموقف ومن تتواصل معه. كتاب فصل للقراء الصغار. | 5–7 سنوات | 2020             |
| أعرف شخصاً يعاني من ضعف السمع (فهم قضايا الصحة)               | فيك باركر                   | | 5–7 سنوات | 2012             |
| العرين (مخطط القراءة الموجهة ريجبي ستار) المستوى الأحمر      | مونية هيوز، جولي أندرسون    | الرسومات تظهر الشخصية الرئيسية وهي فتاة صغيرة ترتدي سماعة طبية على أذنها اليمنى تبني ملجأ. هناك جملة بسيطة جداً في كل صفحة.                                       | 4–5 سنوات | 2007             |
| أنا أصم (حقائق العلوم من بي إم)                              | هيذر هاموند                 | الشخصية الرئيسية هي فتى أصم صغير يستخدم لغة الإشارة (أوسلان) للتواصل، ويذهب إلى مدرسة للأطفال الصم.                                                              | 5–7 سنوات | 2006             |

## كوميك مع شخصيات صماء
تم ترتيب الكوميك حسب تاريخ النشر.
| العنوان                                        | المؤلف / الرسام                      | الشخصيات الصماء | عمر الطفل  | سنة النشر الأولى |
| ---------------------------------------------- | ------------------------------------ | --- | ---------- | ---------------- |
| أفاتار المجلد 3: شقوق في سيارتي المنحوتة       | خوان ميغيل أغيليرا، رافائيل فونتيريز | الشخصية الرئيسية، مانويل غوميز، هو محقق شرطة وُلد "أبكم أصم". يتواصل باستخدام نظارات خاصة. |            | 2019             |
| الرجل الحديدي: مؤثرات صوتية 2014 #1            | مارفل كوميكس                         | يظهر فيه سافييرا، وهي بطلة خارقة تحمل زرعين قوقعيين ورديين ثنائيي الجانب، وبطل خارق آخر يُسمى "أذن الزرقاء" مع سماعتين طبية زرقاوين. تم إنشاء هذا الكوميك بالتعاون مع معهد السمع للأطفال.                           | 8–11 سنوات | 2014             |
| أفاتار المجلد 2: المخالب في الرياح             | خوان ميغيل أغيليرا، رافائيل فونتيريز | الشخصية الرئيسية، مانويل غوميز، هو محقق شرطة وُلد "أبكم أصم". يتواصل باستخدام نظارات خاصة. |            | 2009             |
| المنتقمون الجدد #27                            |                                      | البطلة الخارقة الصماء، إيكو، وُلدت أصمّة وتستخدم الإشارة الأمريكية، لغة الإشارة الهندية الباكستانية، والفن والأداء وقراءة الشفاه للتواصل.                                                                            |            | 2007             |
| المنتقمون الجدد #11                            |                                      | الكتاب يحتوي على شخصية بطلة خارقة صماء تُدعى "رونين" (المعروفة أيضًا باسم مايا لوبيز وإيكو). |            | 2005             |
| أفاتار المجلد 1: لمحة إلى الهاوية              | خوان ميغيل أغيليرا، رافائيل فونتيريز | الشخصية الرئيسية، مانويل غوميز، هو محقق شرطة وُلد "أبكم أصم". يتواصل باستخدام نظارات خاصة. |            | 2003             |
| باتمان بيوند: لا تسمع الشر                     | راندوم هاوس                          | الشرير "شريك" يستخدم الصمم كدرع ويستخدم الصوت كسلاح. |            | 2002             |
| دير ديفل العدد 9                               | مارفل كوميكس                         | البطلة الخارقة إيكو وُلدت أصمّة وتستخدم كل من الإشارة الأمريكية (ASL) ونظام الأمريكيون الأصليون للتواصل بين القبائل التي تتحدث لغات مختلفة.                                                                          |            | 1999             |
| دير ديفل: أجزاء من ثقب المجلد 2، #9-15         |                                      | إحدى الشخصيات، مايا لوبيز، تُدعى أيضًا إيكو ورونين، هي صماء ومع تقدمها في العمر تصبح جزءًا من المجتمع الصم. إيكو وُلدت أصمّة وتستخدم الإشارة الأمريكية (ASL)، لغة الإشارة الهندية، والفن والأداء وقراءة الشفاه للتواصل. |            | 2003             |
| دير ديفل: إيكو - رحلة الرؤية المجلد 2، # 51–55 |                                      | إحدى الشخصيات، مايا لوبيز، تُدعى أيضًا إيكو ورونين، هي صماء وتصبح جزءًا من المجتمع الصم. إيكو تستخدم الإشارة الأمريكية (ASL)، لغة الإشارة الهندية، والفن والأداء وقراءة الشفاه للتواصل.                               |            | 2004             |
| المستمع                                        | إليزابيث ليرد، بولين هازل وود        | إحدى الشخصيات صماء وتساعد عندما يصاب أحد الجيران. |            | 1997             |
| عدالة أمريكا #163                              | دي سي كوميكس                         | ألارغو الرائع (عازف موسيقي) يفقد سمعه مما يجعله يتحول إلى الشر. |            | 1970             |
| حياة مع آرتشي - صوت الصمت #119                 |                                      | آرتشي، الشخصية الرئيسية، يصادق شخصية صماء ويعلمها قراءة الشفاه. |            | 1970؟            |

## الروايات المصورة مع شخصيات صماء
تم ترتيب الروايات المصورة حسب تاريخ النشر.
| العنوان                                                      | المؤلف                                  | الشخصيات الصماء / الجوائز التي تم الفوز بها | عمر الطفل  | سنة النشر الأولى |
| ------------------------------------------------------------ | --------------------------------------- | --- | ---------- | ---------------- |
| ذلك الرجل الأصم: رحلة برية!                                  | مات دايغل                               | يتضمن هذا الكتاب سلسلة من الكوميك التي تتمحور حول ديسموند الذي هو أصم ويستخدم الإشارة الأمريكية للتواصل. |            | 2014             |
| إل ديفو                                                      | سيسي بيل                                | هذا الكتاب السيرة الذاتية بشكل غير دقيق يتحدث عن سيسي التي كانت ترتدي سماعات الأذن في المدرسة وتستخدم قراءة الشفاه والكلام للتواصل. فاز الكتاب بجائزة إيسنر لعام 2015 لأفضل منشور للأطفال (من 8 إلى 12 سنة) وبلقب نيوبريري الشرفي في عام 2015. | 8–12 سنوات | 2014             |
| آني سوليفان و محاكمات هيلين كيلر (مركز دراسات الكارتون يقدم) | جوزيف لامبرت                            | يتحدث هذا الكتاب عن حياة هيلين كيلر (الصم والعمي) ومعلمتها آني سوليفان التي كانت عمياء. | 10+ سنوات  | 2012             |
| هيلين كيلر: المدافعة الشجاعة (سير ذاتية مصورة)               | سكوت ر. ويلفارت، سينثيا مارتن، كيث تاكر | يتحدث هذا الكتاب عن سيرة هيلين كيلر وحياتها البالغة في الدفاع عن مجتمع المكفوفين. | 9–12 سنوات | 2006             |

## كتب الفئة المتوسطة التي تضم شخصيات صماء
من المتوقع أن يكون قراء هذه الكتب تقريبًا في الفئة العمرية ما بين 8 و12 عامًا. أسماء المؤلفين الصمّ وُضعت بخط عريض. تم ترتيب الكتب حسب سنة النشر.
| العنوان                                                           | المؤلف                                      | الشخصيات الصماء / الجوائز الحاصلة عليها | الفئة العمرية للقراء | المواضيع، المحاور                                         | سنة النشر الأولى          |
| ----------------------------------------------------------------- | ------------------------------------------- | --- | -------------------- | --------------------------------------------------------- | ------------------------- |
| اسمعني                                                            | كيري أومالي سيرا                            | هذه الرواية المعاصرة تنتمي لحركة أون فويسيس (بالإنجليزية: Ownvoices) وتتابع "راين"، الفتاة ذات الاثني عشر عامًا، التي، وسط خلاف مع والديها بشأن فقدانها المفاجئ للسمع وجراحة زراعة القوقعة الوشيكة، تنطلق في رحلة تكتشف خلالها أن أذنيها قد تكونان معطلتين، لكنها ليست كذلك. مكتوبة بصيغة المتكلم، وتستخدم الكاتبة رموز *** للدلالة على الكلمات التي لا تستطيع الشخصية سماعها، مما يضع القارئ في موضعها. | 8–14 سنة             | فقدان السمع، زراعة القوقعة، اتخاذ القرارات الطبية         | 2022                      |
| ليزي ولكي: لغز الكلب المفقود                                      | ميغان ريكس، تيم بادجن                       | الشخصية الرئيسية، ليزي (ثمانية أعوام)، صماء. تعيش في منزل مع والديها الصمّ، ويرتدون جميعًا سماعات أذن ثنائية ملونة، ويستخدمون لغة الإشارة البريطانية في المنزل للتواصل. يتناول الكتاب مسألة الوصول بلباقة عند مواجهة صعوبات في التواصل، مثل محاولة قراءة الشفاه في الظلام أو عندما لا يتحدث الأشخاص بوضوح أو يديرون وجوههم. كما يقومون بإجراء مكالمة مرئية للشرطة عبر مترجم لغة الإشارة. | 6–8 سنوات            | محبي الكلاب، تحقيقات بوليسية                              | 2021                      |
| ليزي ولكي: لغز الجراء المفقودة                                    | ميغان ريكس، تيم بادجن                       | الشخصية الرئيسية، ليزي (ثمانية أعوام)، صماء. تعيش مع والديها الصمّ، ويرتدون جميعًا سماعات أذن ثنائية ملونة، ويستخدمون لغة الإشارة البريطانية في المنزل للتواصل. | 6–8 سنوات            | محبي الكلاب، تحقيقات بوليسية                              | 2021                      |
| عادي: رحلة طفل استثنائية                                          | ماغدالينا نيومان، ناثانييل نيومان           | ناثانييل يعاني من متلازمة تريتشر كولينز، وقد خضع لـ67 عملية جراحية تساعده على التنفس، والأكل، والسماع. يستخدم سماعات BAHA. هذا الكتاب مكتوب بالتعاون مع والدته ويتضمن معلومات تفصيلية عن علاجه. | 10–14 سنة            | متلازمة تريتشر كولينز، سيرة ذاتية                         | 2020                      |
| اسمعني الآن: هاربر تحلق بأذنيها السحريتين                         | فالي جيديونز، هاربر جيديونز، بريسيلا سواريز | الشخصية الرئيسية، هاربر، لديها زراعة قوقعة في أذن واحدة وسماعة في الأخرى. يناقش الكتاب طرق التواصل المختلفة مثل الكلام ولغة الإشارة الأمريكية، والتقنيات السمعية المختلفة مثل سماعات BAHA. | 7–12 سنة             | التوعية بالصمم                                            | 2020                      |
| متسابقو توربو: سرعة الإفلات                                       | أوستن أسلان                                 | الشخصية الرئيسية فتى يبلغ 12 عامًا من أبوين صمّ، يتقنان لغة الإشارة الأمريكية. وهو أيضًا متمكن من لغة الإشارة. | 8–12 سنة             | سباقات                                                    | 2020                      |
| هارييت في مواجهة المجرة                                           | سامانثا باينز                               | الشخصية الرئيسية، هارييت (10 أعوام)، ترتدي سماعات وتستخدم الكلام في التواصل. تكتشف خلال مغامرة لمواجهة كائنات فضائية مع جدتها، أن سماعاتها لا تضخم الصوت فحسب، بل تلتقط موجات لغات متعددة. تتضمن القصة أيضًا شخصية غير ثنائية تدعى روبن. تعيش هارييت مع جدتها بينما والدها يعمل سائق شاحنة، ولا يُذكر شيء عن والدتها. الكتاب يتضمن العديد من الرسوم التوضيحية بالأبيض والأسود. | 7–11 سنة             | مغامرة فضائية                                             | 2019                      |
| جوس: المس السماء - الكتاب الثاني (فتاة العام 2020)                | إيرين فاليغانت، مايكي بلينزكي               | هذا الكتاب من إنتاج شركة أمريكان غيرل وله دمية مطابقة. البطلة "جوس" (10 أعوام) وُلدت بصمم عميق في أذنها اليسرى وتملك قدرة سمع جزئية في اليمنى، وتضع سماعة في أذنها اليمنى (أحيانًا مع طوق رأس). تستخدم الكلام في المدرسة، بينما تستخدم والدتها لغة الإشارة الأمريكية في التواصل معها، ويقوم أصدقاؤها وأخوها بالإشارة إليها عندما لا ترتدي سماعتها (مثلًا أثناء وجودها على الشاطئ). تخلع سماعتها في بعض الأنشطة مثل ركوب الأمواج، وتستخدم نظام FM في صالة التشجيع. تطلب من أصدقائها النظر نحوها عند التحدث والجلوس إلى يمينها، وأحيانًا تطلب منهم تكرار الكلام.                                  | 8–10 سنوات           | الصداقة، ركوب الأمواج، العائلة                            | 2019                      |
| هجوم الضفدع!                                                      | باتريس لورانس، بيكا مور                     | روزا هي إحدى الشخصيتين الرئيسيتين، ترتدي سماعة وتستخدم لغة الإشارة وقراءة الشفاه للتواصل. لديها والدان مثليان. يتميز هذا الكتاب بتصميم ملائم لذوي عسر القراءة. | 8–10 سنوات           | لغز، صداقة                                                | 2019                      |
| صوت الصمت: نشأتي مع والدين صمّ                                     | مايرون أولبرغ                               | هذا الكتاب مقتبس من مذكرات مايرون أولبرغ "أيدي والدي" ويتضمن تفاصيل طفولته كابن سامع لوالدين صمّ. | 9–12 سنة             | سيرة ذاتية                                                | 2019                      |
| متسابقو توربو: الرائد                                             | أوستن أسلان                                 | الشخصية الرئيسية فتى يبلغ 12 عامًا من أبوين صمّ يتحدثان لغة الإشارة الأمريكية. وهو متمكن منها بطلاقة. | 8–12 سنة             | سباقات                                                    | 2018                      |
| أنت لا تعرفين كل شيء، جيلي بي!                                    | أليكس جينو                                  | الشخصية الرئيسية فتاة في الثانية عشرة من عمرها، يرزق والداها بطفلة تدعى إيما تولد صمّاء. يتناول الكتاب مشاعر الحزن الأولية والمشاورات مع المختصين الذين يقترحون إجراء زراعة قوقعة وينصحون بعدم استخدام الإيماءات أو لغة الإشارة. الشخصية الصماء الرئيسية هي "ديريك"، وهو أسود البشرة ويستخدم لغة الإشارة الأمريكية كلغته الأولى، ويدرس في مدرسة كاليفورنيا للصمّ. تتضمن القصة عدة شخصيات صماء أخرى. | 8–12 سنة             | العنصرية والمواقف تجاه الاختلافات بما فيها الصمم          | 2018                      |
| مذكرات طفل ضعيف السمع                                             | إيزايا جون باير                             | مذكرات كتبها الطفل إيزايا (11 عامًا). أصبح أصم بعد إصابته بالتهاب السحايا وهو في عمر 20 شهرًا، ويرتدي سماعة في إحدى أذنيه وزراعة قوقعة في الأخرى، ويستخدم الكلام في التواصل. | 8+ سنوات             | مذكرات فكاهية لطفل يبلغ 11 عامًا                           | 2018                      |
| مستبعد                                                            | تيم غرين                                    | الشخصية الرئيسية، لاندون (12 عامًا)، أصم ولديه زراعتا قوقعة ويستخدم الكلام في التواصل. | 8–12 سنة             | رياضة - كرة القدم الأمريكية                               | 2017                      |
| مايسي ماكميلان وإلهة قوس قزح                                      | شاري غرين                                   | الشخصية الرئيسية، مايسي (12 عامًا)، صمّاء وتستخدم لغة الإشارة الأمريكية بالإضافة إلى الكتابة في التواصل. فاز هذا الكتاب بجائزة جائزة عائلة شنايدر لفئة الكتب المتوسطة لعام 2018 وتم ترشيحه لعدة جوائز أخرى. | 8–12 سنة             | الصداقة والحياة العائلية                                  | 2017                      |
| عودة إيكو                                                         | ميغان ريكس                                  | الشخصية الرئيسية، جيك (11 عامًا)، أصبح أصم بعد إصابته بالتهاب السحايا في طفولته. يدرس في مدرسة عادية ويرتدي سماعتين ويستخدم قراءة الشفاه ولغة الإشارة للتواصل بشكل أفضل. يشعر بالوحدة ويتمنى أن يمتلك كلبًا مساعدًا للصمّ. | 9–11 سنة             | محبو الحيوانات                                            | 2016                      |
| اشعر بالصوت                                                       | إيفانجلين دوران فوينتيس                     | إحدى الشخصيات الرئيسية، جيك (12 عامًا)، أصبح أصم بعد إصابته بالتهاب السحايا. يستخدم لغة الإشارة الأمريكية للتواصل مع والدته ويعلّم صديقين له هذه اللغة. لا يرتدي سماعات. | 9–12 سنة             | الصداقة والعلاقات                                         | 2015                      |
| ديستني وفايث عالقتان في الريف (سلسلة ديستني وفايث)                | تيدي أومالي، أنجي ديكنز                     | أحد الشخصيات، داستن، أصم ويستخدم لغة الإشارة الأمريكية. وهناك شخصية أخرى تُدعى سيزي وهي كفيفة. | 6–9 سنوات            | الصداقة والمغامرة                                         | 2015                      |
| صمت في البرية: صيف في ماين                                        | ديل سي. جيليسون                             | الشخصية الرئيسية، جيك (12 عامًا)، يرتدي سماعة، لكنه يفقدها حين يُترك وحيدًا في منطقة نائية. | 7–12 سنة             | الصداقة والمغامرة (تدور أحداثها في معسكر أمريكي سنة 1986) | 2014                      |
| ديستني وفايث تذهبان إلى أكاديمية التوأم! (سلسلة ديستني وفايث)     | تيدي أومالي، أنجي ديكنز                     | أحد الشخصيات، داستن، أصم ويستخدم لغة الإشارة الأمريكية للتواصل. | 6–9 سنوات            | الصداقة والمغامرة                                         | 2014                      |
| مغامرات ديستني وفايث الصيفية (الجزء الثاني من سلسلة ديستني وفايث) | تيدي أومالي، أنجي ديكنز                     | أحد الشخصيات، داستن، أصم ويستخدم لغة الإشارة الأمريكية للتواصل، كما أن باقي الشخصيات يُجيدون الإشارة رغم أنهم لم يلتقوا بشخص أصم من قبل. | 6–9 سنوات            | الصداقة والمغامرة                                         | 2014                      |
| أعجوبة                                                            | آر. جيه. بالاسيو                            | الشخصية الرئيسية أوغست (10 سنوات) يعاني من متلازمة تريتشر كولينز وخضع لـ27 عملية جراحية لتصحيح التشوهات القحفية الوجهية. كما يرتدي سماعات BAHA. في القصة، يبدأ بالدراسة في مدرسة عامة محلية ويتعرض للتنمر. تُروى القصة من عدة وجهات نظر وتُعد من الكتب المقررة لتلاميذ الصف الرابع والخامس في مدارس كثيرة في الولايات المتحدة. أُنتج فيلم مقتبس عن الكتاب، ولكن دون عنصر فقدان السمع، فلم يظهر أوغست بسماعات BAHA. الكتاب من الأكثر مبيعًا حسب نيويورك تايمز، وأدرج ضمن قائمة مجلة تايم لأفضل 100 كتاب يافع على الإطلاق، وقائمة أفضل كتب الأطفال لدى "بابليشرز ويكلي" و"كيركوس ريفيوز"، وغيرها. | 8–12 سنة             | تعلّم تقبل الآخرين                                         | 2012                      |
| الكتاب المُلطخ بالملح (سلسلة الرياح القوية - الجزء 1)              | جوليا جونز، كلوديا مايت                     | الشخصية الرئيسية دوني (13 سنة) هو ابن لوالدة صماء. والدته، سكاي، صماء تمامًا وتعاني من عسر القراءة، وتستخدم لغة الإشارة البريطانية للتواصل. | 9+ سنوات             | الإبحار                                                   | 2011                      |
| علمٌ ممزق (سلسلة الرياح القوية - الجزء 2)                          | جوليا جونز، كلوديا مايت                     | الشخصية الرئيسية دوني (14 سنة) هو طفل من بالغ أصم. والدته، سكاي، صماء تمامًا وتعاني من عسر القراءة، وتستخدم لغة الإشارة البريطانية للتواصل. | 9+ سنوات             | الإبحار                                                   | 2011                      |
| توماس إديسون الصغير                                               | ستيرلينغ نورث                               | سيرة ذاتية لتوماس إديسون، الذي فقد سمعه عندما كان بين 8 و12 عامًا تقريبًا. توجد ملاحظات دراسية مرافقة. | 5–11 سنة             | تاريخ الولايات المتحدة                                    | 2009                      |
| قناع ابن آوى                                                      | كريستين هاريس                               | إحدى الشخصيات الرئيسية، جوردي، أصم ويستخدم لغة الإشارة الأسترالية (Auslan) للتواصل. | 9–12 سنة             | إثارة                                                     | 2008                      |
| قبعات الرالي                                                      | ستيفن كاتلر، جودي كاتلر                     | إحدى الشخصيات الرئيسية، لوكا (حوالي 10 سنوات)، أصم ويستخدم زراعة قوقعة الأذن. | 8–12 سنة             | رواية رياضية - البيسبول                                   | 2007                      |
| الأميرة الذكية وحكايات أخرى عن الصم                               | كيلين كاري، كريستينا غيفرمون، نيكول مارش    | مجموعة قصصية كتبها أطفال صم كنديون، وتتضمن قصصًا عن شخصيات صم، وأصدقاء صم، ولغة الإشارة، وشخص بالغ يعارض استخدام لغة الإشارة. | 8–12 سنة             | الهوية والصداقة في عالم الصم                              | 2007                      |
| تغييرات لجولي 1974 (الجزء السادس من سلسلة فتاة أمريكية: جولي)     | ميغان ماكدونالد                             | إحدى الشخصيات الرئيسية، جوي (9 سنوات)، صماء وتستخدم قراءة الشفاه ولغة الإشارة الأمريكية وكلام غير واضح للتواصل أثناء التحاقها بمدرسة عامة. | 8+ سنوات             | الولايات المتحدة في السبعينيات                            | 2007                      |
| ريش                                                               | جاكلين ودسون                                | أخو الشخصية الرئيسية هو شون، أصم ويستخدم لغة الإشارة الأمريكية، وهو أيضًا أمريكي من أصل أفريقي. حصل هذا الكتاب على شرف جائزة نيوبري في 2008. | 9–12 سنة             | السبعينيات / العرق / الفروقات                             | 2007                      |
| لا أحد كامل (الجزء الثاني من سلسلة طفلة صماء تعبر)                | مارلي ماتلين                                | الشخصية الرئيسية، ميغان (9 سنوات)، صماء وتستخدم لغة الإشارة الأمريكية، وتدرس في مدرسة عامة برفقة مترجمة لغة إشارة. شخصية ثانوية، جاستن، يعاني من التوحد وتقوم ميغان بتعليمه بعض الإشارات. | 8–12 سنة             | الصداقة                                                   | 2007                      |
| حكايات الجنيات في ثقافة الصم                                      | روز روزن، ييتشياو وانغ                      | مجموعة تتضمن 20 قصة كلاسيكية معدّلة مثل الجميلة والوحش، حيث أُعيدت صياغة كل قصة لتتضمن شخصيات صم أو شخصيات تستخدم لغة الإشارة الأمريكية. بعض الشخصيات "بكماء" وأخرى تتلقى دروسًا في النطق. | ؟                    | ثقافة الصم / قصص خرافية بلغة الإشارة الأمريكية            | 2007                      |
| بطلات المسرح (الجزء الثالث من سلسلة طفلة صماء تعبر)               | مارلي ماتلين                                | الشخصية الرئيسية، ميغان (9 سنوات)، صماء وتستخدم لغة الإشارة الأمريكية، وتدرس في مدرسة عامة برفقة مترجمة. صديقتها المقربة ليزي (9 سنوات) التي تعرفت عليها في المخيم تنضم لنفس المدرسة، وهي أيضًا صماء وتستخدم لغة الإشارة. | 8–12 سنة             | الصداقة / لغة الإشارة                                     | 2007                      |
| أيدٍ تغني                                                          | داليا راي                                   | الشخصية الرئيسية، غوسي (12 عامًا)، هي واحدة من ثلاثة أبناء سامعين لوالدين صم (طفلة من والدين صم). والدها القس ديفيس ووالدتها كلاهما صم ويستخدمان لغة الإشارة الأمريكية. تشارك في رحلة مع مدرسة ألاباما للصم. يتضمن الكتاب شخصيات أخرى من مجتمع الصم، مثل آبي، طفل أسود أصم. يستند الكتاب جزئيًا إلى تجربة والدة الكاتبة بصفتها ابنة لوالدين صم. حاز الكتاب على عدة ترشيحات وجوائز مثل اختيار كتاب الأطفال الصيفي 2006 من "بوك سينس"، وضمن الكتب المميزة في مجال الدراسات الاجتماعية 2007، وقائمة أفضل كتب الأطفال في بنك ستريت 2007، وترشيح جائزة ويليام ألين وايت في كنساس لعام 2008–09.     | 10–14 سنة            | الولايات المتحدة في الأربعينيات / العنصرية                | 2006                      |
| الأميرة الذكية: وحكايات أخرى للصم                                 | الجمعية الثقافية الكندية للصم               | هذا الكتاب هو مجموعة من خمس قصص قصيرة كتبها شباب وشابات صم فازوا بمسابقة جوائز السلم. تتضمن القصص مجموعة من الشخصيات الصم، مثل الأميرة الشابة ليلى التي ستكون ملكة يومًا ما، والتي تهرب من عمتها بيل لأنها ترفض تعلم لغة الإشارة. وفي قصة أخرى، تتعرض طفلة صماء للسخرية في مدرستها العامة لكونها صماء، حتى تنتقل إلى مدرسة نيوفاوندلاند للصم. وهناك أيضًا مجموعة من رواد الفضاء الصم والناطقين ينتهي بهم الأمر على كوكب يعتبر الناطقين فيه من ذوي الاحتياجات الخاصة. | 7-9 سنوات            |                                                           | 2005                      |
| العمل الجماعي في مخيم تياجو (إسطبلات كايستون #4)                  | مارشا هولبر                                 | أحد الشخصيات الرئيسية، جوناثان، أصم ويستخدم لغة الإشارة الأمريكية للتواصل. تدور أحداث القصة في مخيم صيفي أمريكي لذوي الاحتياجات الخاصة، وأحد الشخصيات الأخرى يعيش في رعاية بديلة وقد التحق بدورة مكثفة في لغة الإشارة ليتمكن من التواصل مع جوناثان. تحتوي القصة على رسالة مسيحية. أُعيد طبع هذا الكتاب في عام 2009 بعنوان "مغامرات المخيم الصيفي". | 9–12 سنة             | الرعاية البديلة، رعاية الخيول، محبو الحيوانات             | 2005 (أُعيد طبعه عام 2009) |
| هيلين كيلر: قصة مصورة لحياة                                       | ليزلي غاريت، آني تريمل ويلكوكس              | سيرة ذاتية لهيلين كيلر، التي أصبحت صماء وعمياء في عمر 19 شهرًا بعد مرض. تم تعليمها بداية من خلال الأبجدية اليدوية ثم تعلمت التحدث و"قراءة الشفاه" عبر لمس شفاه المتحدث. وكانت أيضًا ماهرة في قراءة برايل. | 10–14 سنة            | سيرة ذاتية - أمريكا منذ ثمانينيات القرن التاسع عشر        | 2004                      |
| طفلة صماء تعبر (طفلة صماء تعبر #1)                                | مارلي ماتلن                                 | الشخصية الرئيسية، ميغان (10 سنوات)، صماء وتستخدم لغة الإشارة الأمريكية وصوتًا "يبدو مختلفًا للآخرين" للتواصل. تتعلم إحدى صديقاتها بعض لغة الإشارة. | 8–12 سنة             | الصداقة                                                   | 2004                      |
| من هي هيلين كيلر؟                                                 | غاري تومسون، نانسي هاريسون                  | سيرة ذاتية لهيلين كيلر. جزء من سلسلة تصدرت قائمة نيويورك تايمز. | 8–12 سنة             | سيرة ذاتية - أمريكا منذ ثمانينيات القرن التاسع عشر        | 2003                      |
| أميليا تمد يد العون (دفاتر أميليا #12)                            | ماريسا موس                                  | أحد الشخصيات الرئيسية، إنزو، أصم ويستخدم لغة الإشارة الأمريكية للتواصل. لم يسمع البطلة حين نادته، لكنه لاحقًا علمها لغة الإشارة. الكتاب مكتوب بأسلوب اليوميات ويحتوي على العديد من الرسوم التخطيطية. طبعته شركة American Girl. | 9–12 سنة             | الصداقة                                                   | 2002                      |
| الصمم (التعايش معه)                                               | إيما هوتون                                  | كتاب واقعي يعرض الصمم من خلال قصص مجموعة من الأطفال الصم وبالغ واحد أصم؛ يناقش الكتاب لغة الإشارة البريطانية، مستويات مختلفة من فقدان السمع، التكنولوجيا وحدودها، مع إشارة إلى لغة الإشارة البريطانية، دون التوسع كثيرًا في ثقافة الصم. | 10–12 سنة            | أطفال صم                                                  | 2002                      |
| لغز الطواطم (نادي الأصابع الطائرة 5/5)                            | جين ف. أندروز                               | أحد الشخصيتين الرئيسيتين فتى يُدعى مات، أصم ويستخدم لغة الإشارة الأمريكية للتواصل. | 8–12 سنة             | الصداقة & مجموعة تحقيق                                    | 2001                      |
| مضبوط تمامًا!                                                      | هيذر هاموندز                                | الشخصية الرئيسية، نِك، يضع سماعات طبية ويستخدم الكلام وقراءة الشفاه للتواصل. تُلتقط إشارات سماعته من قارب في محنة. | 5–9 سنوات            | الإنقاذ                                                   | 2001                      |
| نهر الأيدي                                                        | شرون كيرش                                   | مجموعة من أربع قصص قصيرة كتبها مؤلفون ورسامون شباب من الصم، تتضمن كل قصة شخصية صماء وإشارات إلى لغة الإشارة. جميع المساهمين فازوا بجائزة السلم. مشروع للجمعية الثقافية الكندية للصم. | 7–11 سنة             | قصص قصيرة                                                 | 2000                      |
| تحدي الجرو (حيوانات أرك الأليفة #12)                              | بن إم. باغليو (الاسم المستعار لوسي دانيلز)  | أحد الشخصيات الرئيسية، جوي، أصم ولا تسمح له والدته بالاستقلالية، فيقوم بعض الأطفال بتدريب كلب ضال ليصبح كلب سمع حتى يتمكنوا من الاحتفاظ به. نُشرت السلسلة الأصلية في إنجلترا تحت اسم لوسي دانيلز في 1988. | 6–8 سنوات            | محبو الحيوانات                                            | 2000                      |
| سر نِك (مهمة نِك #2)                                                | كلير هـ. بلاشفورد                           | الشخصية الرئيسية، نِك (14 سنة)، أصبح أصم في سن السادسة بعد إصابته بالتهاب السحايا، ويستخدم قراءة الشفاه والكلام للتواصل. يتلقى دروسًا منتظمة في النطق ويذهب إلى مدرسة عامة. | 9–12 سنة             | سلسلة مغامرات للأطفال                                     | 2000                      |
| دوفي كو                                                           | فرانسيس أورورك داول                         | أحد الشخصيات الرئيسية، آموس (13 سنة)، أصم ويستخدم لغة الإشارة الأمريكية للتواصل مع الكلاب. يصبح لاحقًا مدرسًا للغة الإشارة. تتهم الشخصية الرئيسية بجريمة قتل. فاز هذا الكتاب بجائزة ويليام ألين وايت لأدب الأطفال (2013) وجائزة إدغار لأفضل كتاب أطفال (2001). | 10–12 سنة            | لغز تاريخي تدور أحداثه في عشرينيات القرن العشرين بأمريكا  | 2000                      |
| هل يمكنك الشعور بالرعد؟                                           | لين إي. مكلفريش                             | إحدى الشخصيات الرئيسية، ستيفاني، صماء وعمياء. تُروى القصة من وجهة نظر شقيقها الأصغر (13 سنة) ومشاعره المتناقضة تجاه شقيقته الكبرى. تستخدم اللمس وأبجدية الأصابع اللمسية للتواصل. | 9–14 سنة             | تقبل أحد أفراد الأسرة                                     | 1999                      |
| ألعاب خطرة (سلسلة ذئاب كرونيكلز #5)                               | جوان إيكن                                   | ملك الجزر أصم. نُشرت هذه الرواية أيضًا في المملكة المتحدة تحت عنوان "نُزل الليمبو". | 12–15 سنة            | خيال تاريخي                                               | 1999                      |
| السير مع التيار                                                   | كلير بلاشفورد                               | الشخصية الرئيسية، مارك (11 عامًا)، هو الطفل الأصم الوحيد في مدرسته العادية. أصبح أصم بعد إصابته بالتهاب السحايا في عمر الثلاث سنوات، ويرتدي سماعات أذن ويصاحبه مترجم لغة الإشارة الأمريكية (ASL) في الصف. | 8–10 سنوات           | الصداقة، الغضب والوحدة                                    | 1998                      |
| هاني                                                              | باربرا لويتكي-ستالمان                       | اثنتان من الشخصيات الرئيسة هما أختان صمّ. مبني على قصة حقيقية كتبتها والدة هانا. | 11 سنة               | أشقاء صمّ                                                  | 1996                      |
| توك المنتصر (توك #2)                                              | ثيودور تايلور                               | إحدى الشخصيات الرئيسة، تشوك-دو وو، مُتبنّى ومن كوريا. يُشار إليه بأنه "أبكم أصم". الكلب توك أعمى. | 9+ سنوات             | التبني، الصداقة                                           | 1996                      |
| ثغرات في الجدران الحجرية                                          | جون نيوفيلد                                 | الشخصية الرئيسية، ميري (12 عامًا)، صمّاء وتستخدم لغة الإشارة للتواصل. تقع أحداث القصة في تشيلمرك، مارثاز فينيارد في ثمانينيات القرن التاسع عشر، حيث كان خمس السكان يعانون من الصمم الوراثي، لذا كانت لغة الإشارة مستخدمة على نطاق واسع بين الصم والسامعين في حياة الجزيرة. | 10–14 سنة            | غموض جريمة قتل                                            | 1996                      |
| المطاردة المميتة (المستعمرون الأسرى #2)                           | أنجيلا إلويل هانت                           | تناقش الرواية بشكل طفيف تاريخ تجارة العبيد، وتقع أحداثها على متن سفينة عبر الأطلسي محمّلة بأطفال سيتم بيعهم كعبيد. إحدى الشخصيات فتاة صمّاء تحاول إنقاذ حوت رضيع. تتضمن الرواية أيضًا موضوعًا دينيًا: فتى يهودي يعتنق المسيحية. | 10–13 سنة            | خيال تاريخي تدور أحداثه عام 1627                          | 1996                      |
| قمر تشيشاير                                                       | نانسي بوتس                                  | الشخصية الرئيسية، ميرندا (13 عامًا)، صمّاء وتستخدم ASL والقراءة من الشفاه والكلام للتواصل. يُصر والداها على استخدامها للكلام بدلاً من الإشارة. | 10+ سنوات            | خيال                                                      | 1996                      |
| علامات على النجاح ملامح من حياة أمريكيين صم                       | رون بودمور                                  | سير ذاتية لخمسة أمريكيين صمّ، من بينهم مارلي ماتلن وأول رئيس أصم لجامعة غالوديت، آي. كينغ جوردان. | 8+ سنوات             | سير ذاتية                                                 | 1995                      |
| مجتمعات الصم منظور عالمي                                          | جاك أولسن                                   | يستعرض هذا الكتاب تجارب الصم في بلدان مختلفة. | 11–13 سنة            | ثقافة الصم                                                | 1995                      |
| شكرًا جزيلاً!                                                       | لوسيل كريمان                                | الشخصية الرئيسية، جوردان، يُنقل من مدرسة للصم تستخدم لغة الإشارة إلى مدرسة عامة حيث لا يُسمح باستخدام الإشارة ويُجبر الطالب الأصم على استخدام الكلام. | 8–18 سنة             | الصداقة                                                   | 1995                      |
| مهمة نِك (مهمة نك #1)                                              | كلير هـ. بلاشفورد                           | الشخصية الرئيسية، نِك (13 عامًا)، أصبح أصم في السادسة من عمره بعد إصابته بالتهاب السحايا. يتواصل باستخدام القراءة من الشفاه والكلام، ويتلقى جلسات علاج نطق منتظمة، ويَدرس في مدرسة عامة. | 9–12 سنة             | سلسلة غموض للأطفال                                        | 1994                      |
| شبح مجرى توماهوك (نادي الأصابع الطائرة 4/5)                       | جين ف. أندروز                               | إحدى الشخصيتين الرئيسيتين فتى يُدعى مات، وهو أصم ويستخدم ASL للتواصل. | 9–12 سنة             | الصداقة ومجموعة التحقيق                                   | 1993                      |
| لوران كليرك: قصة سنواته الأولى                                    | كاثرين كارول، هارلان ل. لين                 | سيرة ذاتية خيالية لوران كليرك، تغطي حياته كطالب أصم في فرنسا، وكيف شارك لاحقًا في تأسيس أول مدرسة للصم في أمريكا الشمالية وتطوير طرق تعليمية جديدة منها استخدام ASL. نُشر الكتاب من قبل مطبعة جامعة غالوديت. |                      | تاريخ الصم في أمريكا                                      | 1991، أُعيد طبعه عام 2002  |
| إلى اللقاء، سان دييغو (نادي الأصابع الطائرة 3/5)                  | جين ف. أندروز                               | إحدى الشخصيتين الرئيسيتين هو مات، أصم ويستخدم ASL للتواصل. مطبوع من قبل مطبعة جامعة غالوديت. | 8–12 سنة             | الصداقة ومجموعة التحقيق                                   | 1991                      |
| السر في علية السكن (نادي الأصابع الطائرة 2/5)                     | جين ف. أندروز                               | إحدى الشخصيتين الرئيسيتين هو مات، أصم ويستخدم ASL. تقع أحداث هذا الكتاب في مدرسة داخلية للصم ويشمل شخصيات صم أخرى. من مطبعة جامعة غالوديت. | 9–12 سنة             | الصداقة ومجموعة التحقيق                                   | 1990                      |
| لغة جيسي السرية (نادي الجليسات #16)                               | آن م. مارتن                                 | أحد الشخصيات الرئيسية، مات (طفل صغير)، وُلد أصمًا؛ يستخدم ASL للتواصل. يعلّم جليسته وأطفالًا آخرين لغة الإشارة. | 8–12 سنة             | الصداقة                                                   | 1988                      |
| نادي الأصابع الطائرة (الكتاب 1/5)                                 | جين ف. أندروز                               | أحد الشخصيات الرئيسة، مات، أصم ويستخدم ASL للتواصل. يعلّم الشخصية المركزية دونالد، المصاب بصعوبات تعلم، لغة الإشارة. من مطبعة جامعة غالوديت. | 9–12 سنة             | الصداقة ومجموعة التحقيق                                   | 1988                      |
| وحيد تمامًا (باستثناء كلبي فرايدي)                                 | كلير بلاشفورد                               | الشخصية الرئيسية، مارغريت (12 عامًا)، صمّاء وتشعر أن لا أحد يفهم ما تمر به إلا كلبها. | 9–12 سنة             | العزلة والحيوانات                                         | 1983                      |
| البطل                                                             | كريستينا بريدجز                             | أحد الشخصيتين الرئيسيتين، جيكوب، أصم. قدرته على قراءة الشفاه تجعله "بطل" القصة. | 7–12 سنة             | الصداقة وقصة تحرٍ                                          | 1982                      |
| آبل هو اسمي بالإشارة                                              | تروي هاول، ماري ريسكيند                     | الشخصية الرئيسية، هاري (10 سنوات)، أصم ويُرسل إلى مدرسة السيد بيرتي للصم في فيلادلفيا. عائلته صمّاء ويستخدمون لغة الإشارة ASL بسرية في الأماكن العامة. تعيش عائلته في مزرعة تفاح لذا يُطلق عليه اسم "آبل". تدور أحداث الرواية في مدرسة داخلية للصم حيث يتعرف على أطفال صمّ آخرين، مثل لانديس الذي يشجعه والداه على الكلام والقراءة من الشفاه. | 10–12 سنة            | مغامرة تدور أحداثها عام 1899                              | 1981 أُعيد نشره عام 1993   |
| طفلة الليل الصامت                                                 | إديث فيشر هنتر، بيا هولمز                   | يستند هذا الكتاب إلى القصة الحقيقية لـلورا بريدجمان، التي أصبحت صمّاء وعمياء وفاقدة لحاستي الشم والتذوق في عمر السنتين بعد مرض (ربما الحمى القرمزية). كانت تقرأ بريل وتستخدم لغة الإشارة اللمسية للتواصل. قضت معظم حياتها الدراسية والبالغة في مؤسسة بيركنز للمكفوفين. وُلدت قبل هيلين كيلر بخمسين سنة. | 9–12 سنة             | سيرة خيالية جزئية لحياة لورا بريدجمان، 1829–1889          | 1963، أُعيد طبعه عام 1971  |

## كتب اليافعين التي تضم شخصيات صماء
القراء المستهدفون من هذه الكتب تتراوح أعمارهم بين 13 و18 عامًا. مرتبة زمنيًا حسب سنة النشر.
| العنوان                                              | المؤلف                                    | الشخصيات الصماء / الجوائز | الفئة العمرية المستهدفة | النوع الأدبي                                                        | سنة النشر الأولى             |
| ---------------------------------------------------- | ----------------------------------------- | --- | ----------------------- | ------------------------------------------------------------------- | ---------------------------- |
| موسيقى مستحيلة                                       | شون ويليامز                               | الشخصية الرئيسية، سيمون (18 عامًا)، أصبح أصمًا كليًا بعد إصابته بجلطة دماغية في سن 18. يستخدم الرسائل النصية والمكتوبة للتواصل، ويتردد في تعلم لغة الإشارة الأسترالية (أوسلان). شخصية رئيسية أخرى، "جي" (جورج)، أصبحت صماء مؤخرًا وتعاني من طنين الأذن. | 14+ سنة                 | علاقات يافعين وموسيقى                                               | 2019                         |
| هذه قصة حب ملحمية نوعًا ما                            | كاسين كاليندر                             | إحدى الشخصيات الرئيسية، أولي (16 عامًا)، أصم ومثلي الجنس. يستخدم لغة الإشارة الأمريكية (ASL) أو اللغة الإنجليزية المكتوبة للتواصل. يحيط به أشخاص سامعون يستخدمون بعض الإشارات للتواصل معه. رُشح الكتاب لجائزة لامبدا الأدبية للأطفال/اليافعين (2019). | 14–18 سنة               | رومانسية يافعين / مجتمع الميم                                       | 2018                         |
| أوبال (سلسلة الغراب)                                 | ماجي ستيففاتر                             | أحد الشخصيات الرئيسية، آدم، أصم في أذنه اليسرى. | 13+ سنة                 | فانتازيا يافعين                                                     | 2018                         |
| 27 ساعة (سلسلة الجانب الليلي #1)                     | تريستينا رايت                             | إحدى الشخصيات الرئيسية، نيكس، أصم ويستخدم ASL للتواصل. من أصول كوبية وهو شمولي الجنس. | —                       | خيال علمي لليافعين                                                  | 2017                         |
| البداية، النهاية، البداية: مختارات #LoveOzYA         | دانييل بينكس وآخرون                       | تتضمن القصة القصيرة "الليلة الماضية في مرصد ماونت سولمن" بقلم دانييل بينكس شخصية صماء تُدعى كينج (18 عامًا) يستخدم أوسلان للتواصل. فاز هذا الكتاب بجائزة صناعة الكتاب الأسترالية (ABIA) لفئة الأطفال الأكبر سنًا 13+ (2018). ملاحظات المعلمين متوفرة. | 14+ سنة                 | —                                                                   | 2017                         |
| أجهزة السمع الكريهة وشفاه السمك: مذكرات مراهق أصم    | مارك هايز                                 | الشخصية الرئيسية، إيغ (17 عامًا)، فتى أصم يعيش "في مجتمع سمعي" ويستخدم قراءة الشفاه وأجهزة السمع والكلام للتواصل. يتلقى دروسًا في النطق. | 14–18 سنة               | كندا 1983 / كوميديا / خيال                                          | 2017                         |
| على الرحب والسعة، يا كون                             | ويتني غاردنر                              | الشخصية الرئيسية، جوليا، صماء ولها والدتان صماوتان، من أصول هندية وتستخدم لغة الإشارة الأمريكية وقراءة الشفاه والإنجليزية المكتوبة للتواصل. تبدأ الدراسة في مدرسة كينغستون للصم ثم تنتقل إلى مدرسة عامة. صديقتها، جوردين، أيضًا صماء، تملك زرعة قوقعة وتستخدم صوتها وASL. فاز الكتاب بجائزة عائلة شنايدر للمراهقين (2018)، واختير ضمن أفضل كتب الأطفال لدى كلية بانك ستريت، وقائمة تيساس للقراءة. | 14+ سنة                 | واقعي يافعين / فن                                                   | 2017                         |
| كوني جازمين (سلسلة غير مرئية #3)                     | سيسلي باترسون                             | الشخصية الرئيسية، جازمين (14 عامًا)، ترتدي أجهزة سمع في البداية ثم تتوقف وتكون صداقات مع مستخدمي أوسلان. تحضر مخيمًا للصم وتكوّن صداقات مع الكثير منهم. | 13-16 سنة               | صداقة وهوية صماء                                                    | 2017                         |
| هدوء من نوع خاص                                      | سارا برنارد                               | أحد الشخصيتين الرئيسيتين، رايس، أصم ويستخدم لغة الإشارة البريطانية للتواصل. الشخصية الأخرى، ستيفي، تعاني من الصمت الانتقائي ويستخدمان لغة الإشارة البريطانية للتواصل معًا. | —                       | رومانسية / صحة نفسية                                                | 2017                         |
| صمم نغمي                                             | أوليفيا ريفرز                             | الشخصية الرئيسية، آلي كولينز، عمرها 17 عامًا وأصبحت صماء في سن العاشرة بعد إصابتها بورم الدماغ. تستخدم قراءة الشفاه، والكلام، وASL للتواصل. | —                       | رومانسية يافعين / موسيقى                                            | 2016                         |
| تمرد الأشباح (رواية من وزارة الأمور الغريبة #5)      | بيب بالانتاين، تي موريس، فيليبا بالانتاين | أحد الشخصيات صماء وتستخدم لغة الإشارة، وتعمل كعميل نشط في الوزارة. | —                       | خيال علمي / ستيم بانك                                               | 2016                         |
| ملك الغراب (سلسلة الغراب #4)                         | ماجي ستيففاتر                             | الشخصية الرئيسية، آدم، أصم في أذنه اليسرى. رُشح الكتاب لجائزة "Mythopoeic" للفنتازيا للكبار (2017) وجائزة "Goodreads" لاختيارات القراء لأفضل رواية فنتازيا وخيال علمي لليافعين (2016). | —                       | فنتازيا يافعين                                                      | 2016                         |
| حديث تحت الماء                                       | كاثرين لوفر                               | إحدى الشخصيتين الرئيسيتين، سمر (16 عامًا)، صماء منذ الولادة وتستخدم أوسلان والإنجليزية المكتوبة للتواصل. يتعلم أحد الشخصيات الأخرى أوسلان خلال القصة. | —                       | رومانسية يافعين / عائلة                                             | 2015                         |
| سيكون هناك أكاذيب                                    | نيك لايك                                  | الشخصية الرئيسية، شيلبي (17 عامًا)، صماء كليًا وتستخدم قراءة الشفاه وASL للتواصل. | —                       | غموض يافعين / فنتازيا                                               | 2015                         |
| أغنية الصيف                                          | لورا لي أندرسون                           | إحدى الشخصيتين الرئيسيتين، كارتر، أصم كليًا وتبنّته عائلة تنتمي إلى مجتمع الصم في نيويورك. والده أصم، والدته ربة منزل ومترجمة لغة الإشارة الأمريكية، وشقيقته (9 أعوام) تملك زرعة قوقعة ناجحة. كارتر خضع لجراحة زرع قوقعة غير ناجحة ويستخدم لغة الإشارة الأمريكية، وغالبًا ما يشعر بالعزلة بين السامعين. يتعلم أحد الشخصيات الأخرى ASL خلال القصة. | 12+ سنة                 | موسيقى يافعين / رومانسية                                            | 2015                         |
| الصمت                                                | ديبورا ليتون                              | الشخصية الرئيسية، ستيلا (15 عامًا)، تُصبح صماء بعد إصابة في الرأس خلال القصة. تستخدم الكلام وتتلقى زرعة قوقعة. الشخصية الأخرى، هايدن، يعاني من تلعثم. الكتاب من نوع "رومانسية نظيفة" وكلا الشخصيتين لهما طفولة مضطربة. | 12+ سنة                 | رومانسية يافعين                                                     | 2015                         |
| حفنة من التعاويذ                                     | كيمبرلي إيه. شو                           | الشخصية الرئيسية، كيتلين، صماء وتستخدم الكلام وقراءة الشفاه للتواصل. تلتحق بمدرسة للساحرات، وتُجرى محاولات لمساعدتها على السمع بالسحر—النتيجة تشبه استخدام أجهزة السمع لكنها لا تشفي أو تعيد السمع بالكامل، ولا تزال تُعاني من سوء الفهم. | —                       | فنتازيا يافعين                                                      | 2014                         |
| التحليق نحو النار (الجزء الثاني من التحليق)          | إليز سالبيتر                              | إحدى الشخصيتين الرئيسيتين، داني (13 عامًا)، أصم ويستخدم لغة الإشارة الأمريكية مع بعض قراءة الشفاه والكلام. | —                       | إثارة / خيال / ما بعد الموت                                         | 2014                         |
| انتظار إشارة                                         | إستي شاختير                               | أحد الشخصيات الرئيسية، إيان (17) أصم ويستخدم قراءة الشفاه و ASL للتواصل. يدرس في مدرسة هوذرون للصم. الشخصية المركزية هي أخته السامعة وهي تتقن لغة الإشارة الأمريكية. يستكشف الكتاب العلاقات داخل الأسر عندما يكون أحد الأعضاء أصمًا. | 12+ سنة                 | رواية شباب - ثقافة الصم                                             | 2014                         |
| زنبق أزرق، زنبق أزرق (سلسلة الغراب)                  | ماجي ستيففاتر                             | أحد الشخصيات الرئيسية، آدم (17-18)، أصم في أذنه اليسرى. تم ترشيح هذا الكتاب للعديد من الجوائز، منها جائزة لوكاس لأفضل رواية شبابية (2015)، جائزة ميثوبويك لأدب البالغين (2017)، جائزة اختيار القراء لأدب الفانتازيا والخيال العلمي (2014). | 14+ سنة                 | خيال علمي / خوارق                                                   | 2014                         |
| خفي (الكتاب 1)                                       | سيسيل باترسون                             | الشخصية الرئيسية، ياسمين (12)، ترتدي أحيانًا جهاز سمعي وتستخدم قراءة الشفاه والكلام للتواصل. تم ترشيح هذا الكتاب في جائزة أمازون للأدب المبتكر في عام 2014. | 10-17 سنة               | رواية رومانسية شبابية                                               | 2014                         |
| غير قابل للهزيمة (الكتاب الخفي 2)                    | سيسيل باترسون                             | الشخصية الرئيسية، ياسمين (13)، ترتدي أحيانًا جهاز سمعي وتستخدم قراءة الشفاه والكلام للتواصل. | 9-16 سنة                | رواية شبابية                                                        | 2014                         |
| الرأس الخامس (سلسلة سيغيلورد #1)                     | كيفين هوفمان                              | الشخصية الرئيسية، أوروس، وُلد أصمًا ويستخدم لغة الإشارة للتواصل. يبدأ الكتاب بمحاولته الانتحار؛ ثم يصبح بطل القصة بفضل قواه السحرية التي تتطور نتيجة لمحاولته الانتحار. |                         | خيال علمي شبابي                                                     | 2014                         |
| لصوص الأحلام (سلسلة الغراب)                          | ماجي ستيففاتر                             | أحد الشخصيات الرئيسية، آدم، أصم في أذنه اليسرى وهو في علاقة مثلية. تم ترشيح هذا الكتاب لعدة جوائز منها جائزة لوكاس لأفضل رواية شبابية (2014)، جائزة ميثوبويك لأدب البالغين (2017)، جائزة ميلووكي للكتب المراهقين (2015)، جائزة اختيار القراء لأدب الفانتازيا والخيال العلمي (2013). |                         | خيال علمي شبابي                                                     | 2013                         |
| أصوات الصمت                                          | فيليب توماسو الثالث                       | الشخصية الرئيسية، ماركو، يصبح أصمًا في سن 12 بعد أن أصيب بالتهاب السحايا. يدرس في مدرسة للصم ويعلم لغة الإشارة الأمريكية. |                         | رواية شباب                                                          | 2013                         |
| حبي الذي يطاردني                                     | ج. س. ويلسونكروفت                         | الشخصية الرئيسية، كاليستا (16)، أصمَّة وتبدأ الكتاب بمغادرتها المدرسة للصم التي كانت تدرس فيها للانتقال إلى مدرسة عادية. تستخدم لغة الإشارة الأمريكية للتواصل وكذلك يفعل الشبح في القصة. |                         | رواية أشباح شبابية                                                  | 2013                         |
| غابة التنانين (سلسلة جزيرة وايلد #2)                 | جانيت لي كاري                             | الشخصية الرئيسية، تيس (17)، أصمَّة في أذن واحدة تكون منتفخة وتشبه الزهرة بسبب تعرضها للضرب المتكرر من قبل والدها. تقع أحداث الكتاب في العصور الوسطى. |                         | خيال علمي شبابي                                                     | 2012                         |
| وداعًا تشايكوفسكي                                     | مايكل ثال                                 | الشخصية الرئيسية، ديفيد (12)، عازف كمان وفجأة يصبح أصمًَّا بشكل تام. في القصة، يتعلم لغة الإشارة الأمريكية وقراءة الشفاه. | 8+ سنة                  | رواية موسيقية شبابية                                                | 2012                         |
| أولاد الغربان (سلسلة الغراب)                         | ماجي ستيففاتر                             | أحد الشخصيات الرئيسية، آدم، أصم في أذنه اليسرى. تم ترشيح هذا الكتاب لعدة جوائز منها جائزة برام ستوكر لأفضل رواية شبابية (2012)، جائزة ميثوبويك لأدب البالغين (2017)، جائزة ولاية رود آيلاند للكتب المراهقين (2015)، جائزة ميلووكي للكتب المراهقين (2014)، جوائز إنكي لفضي إنكي (2013). |                         | خيال علمي شبابي                                                     | 2012                         |
| الصيف الذي لا يُقهر                                   | هناء موسكوفيتز                            | أحد الشخصيات الرئيسية، غيديون، وُلد أصمَّا ويستخدم شكلًا من لغة الإشارة للتواصل. |                         | رواية رومانسية شبابية                                               | 2011                         |
| همسات                                                | كريس كيغيري                               | الشخصية الرئيسية، ديمي (16)، أصبحت أصمَّة بشكل تام عندما أصيبت بالتهاب السحايا في سن 14. تستخدم قراءة الشفاه والكلام ولغة الإشارة الأسترالية للتواصل. تدرس في كلية للصم ولديها صديقة أصمَّة تُدعى ستيلا تستخدم لغة الإشارة الأسترالية للتواصل وتفخر بأنها أصمَّة. |                         | رواية رومانسية شبابية                                               | 2011                         |
| مذهول                                                | برايان سلزنيك                             | كلا الشخصيتين الرئيسيتين أصمَّتين: بن وُلد أصمَّ في أذنه اليسرى ثم أصبح أصمَّ بشكل تام بعد أن ضربته صاعقة. يستخدم الكلام والإنجليزية المكتوبة للتواصل. روز وُلدت أصمَّة وتستخدم لغة الإشارة الأمريكية وبعض قراءة الشفاه والكلام للتواصل. تُروى القصة من خلال الصور عندما تروي قصة روز. فاز هذا الكتاب بجائزة شتايندر العائلية - فائز وسط المدارس 2012. تم تحويله إلى فيلم في 2017 بعنوان "مذهول". |                         | رواية شباب                                                          | 2011                         |
| خمسة نكهات من الغباء                                 | أنتوني جون                                | الشخصية الرئيسية في هذا الكتاب هي بايبر التي هي أصمَّة وتستخدم لغة الإشارة الأمريكية للتواصل. عائلتها تعاني من الصمم الوراثي وأختها الرضيعة الجديدة وُلدت أصمَّة ولديها جهاز قوقعة مزروع. | 12+ سنة                 | رواية رومانسية / موسيقية شبابية                                     | 2010                         |
| مدينة الجنون                                         | كاثرين شروكلي                             | أحد الشخصيات الرئيسية، ليا، أصمَّة منذ الولادة وتستخدم الكلام وقراءة الشفاه ولغة الإشارة للتواصل. تم ترجمة هذا الكتاب من الألمانية بواسطة تامي رايشيل وفي 2019 كان من المقرر إصدار فيلم بعنوان "مدينة الجنون". |                         | رواية رومانسية شبابية                                               | 2010 تمت إعادة طبعها في 2014 |
| أيام مظلمة من هامبرغر هالبين                         | جوش بيرك                                  | الشخصية الرئيسية، ويل، ينتقل من مدرسة للصم إلى مدرسة عادية ويستخدم قراءة الشفاه ولغة الإشارة للتواصل. |                         | رواية شباب                                                          | 2010                         |
| T4: رواية في الآية                                   | آن كلير لزوتي                             | الشخصية الرئيسية، باولا (13)، أصمَّة منذ سن مبكرة وكانت تستخدم الإيماءات للتواصل قبل أن تتعلم لغة الإشارة في الكتاب. كان برنامج T4 يهدف إلى تعقيم وقتل آلاف اليهود ذوي الإعاقة. | 12+ سنة                 | أحداث في ألمانيا النازية                                            | 2008                         |
| اقرأ شفاهي                                           | تيري براون                                | الشخصية الرئيسية، سيرينا، عمياء وتستخدم سماعات الأذن وتستخدم قراءة الشفاه والكلام للتواصل. قراءة الشفاه أحيانًا تسبب بعض الارتباك. |                         | رومانسية للشباب                                                     | 2008                         |
| على قيمته الظاهرة                                    | إميلي فرانكلين                            | الشخصية الرئيسية يتم تعليمها لغة الإشارة الأمريكية بواسطة لينوس، الذي هو طفل من آباء عميين أو "طفل لأبوين أصمّين". | 12+ سنة                 | رومانسية للشباب                                                     | 2008                         |
| الملك يأمر: (حكايات من حدود الأرض #2)                | ميغ بوردن                                 | الشخصية العمياء فين لها دور بارز في هذا الكتاب. يستخدم لغة الإشارة للتواصل مع عائلته وأيضًا يستخدم قراءة الشفاه والتخاطر في بعض الأحيان لأن العديد من الشخصيات الأخرى في الكتاب أيضًا يمتلكون قدرات تخاطر. | 11–15 سنة               | خيال للشباب                                                         | 2008                         |
| الظلام الأبيض                                        | جيرالدين ماككورين                         | الشخصية الرئيسية، سيم (14 سنة)، عمياء، تستخدم سماعات الأذن وتستخدم الكلام وقراءة الشفاه للتواصل. فاز هذا الكتاب بجائزة مايكل ل. برينتس (2008) وجائزة ويتبريد لكتاب الأطفال (2005). |                         | مغامرة للشباب                                                       | 2008                         |
| نورثلاندر (حكايات من حدود الأرض #1)                  | ميغ بوردن                                 | أحد الشخصيات يسمى فين. هو أصم ويستخدم لغة الإشارة للتواصل مع عائلته وأحيانًا يستخدم قراءة الشفاه والتخاطر لأن العديد من الشخصيات الأخرى في الكتاب أيضًا لديهم قدرة التخاطر. تم منح هذا الكتاب جائزة كتاب العام، خيال للشباب من مجلة فورورد وجائزة كتاب متميز من الجمعية الدولية للقراءة. | 12+ سنة                 | خيال للشباب                                                         | 2007                         |
| ألم يذهب سعيدًا                                       | جيني روربي                                | الشخصية الرئيسية، جوي (13 سنة)، أصبحت عمياء عندما كانت في السادسة من عمرها بعد تعرضها للإساءة وتستخدم سماعات الأذن وتستخدم الكلام وقراءة الشفاه (بنجاح محدود) للتواصل. لا تسمح لها والدتها بتعلم لغة الإشارة ولكنها في القصة تتعلم لغة الإشارة الأمريكية. فاز هذا الكتاب بجائزة شنييدر للكتاب لعمر اليافعين (2008) وكان مرشحًا لجائزة "قراء ترومان" في ميزوري (2009). | 12+ سنة                 | خيال واقعي للشباب/ اختبار الحيوانات، الحقوق                         | 2006                         |
| دكتور سيلفر ومستودع الماضي (سلسلة سيلفر #2)          | بول كيركال                                | إحدى الشخصيات الرئيسية، شارلوت، عمياء، تذهب إلى مدرسة عادية. | 12-16 سنة               | رواية مسيحية للشباب، الحمل في سن المراهقة، الاكتئاب والإيذاء الذاتي | 2006                         |
| دكتور سيلفر ومكتبة كل شيء (سلسلة سيلفر #1)           | بول كيركال                                | إحدى الشخصيات الرئيسية، شارلوت، عمياء وتذهب إلى مدرسة عادية. | 12-16 سنة               | رواية مسيحية للشباب، التنمر                                         | 2004                         |
| الهدوء الهائج                                        | شيريل جوردان                              | هذا الكتاب يدور في العصور الوسطى. أحد الشخصيات الرئيسية، رافن، عمياء. يتم فهمه بشكل خاطئ في كثير من الأحيان ولكنه يطور نظامًا للتواصل بالإشارة/الإيماء مع إحدى الشخصيات الأخرى. | 12–14 سنة               | خيال تاريخي رومانسي للشباب                                          | 2004                         |
| عقل سليم                                             | جان فيريس                                 | الشخصية الرئيسية، ثيو، هو "طفل لأبوين أصمّين" وهو ثنائي اللغة في الإنجليزية ولغة الإشارة الأمريكية. هو الشخص السميع الوحيد في عائلته وأخوه ووالديه أصمّون ويتواصلون باستخدام لغة الإشارة الأمريكية. هناك "طفل لأبوين أصمّين" آخر في الكتاب يسمى آيفي. | 12-17 سنة               |                                                                     | 2004                         |
| اقرأ شفاهي                                           | جانا نوفوتني هانتر                        | الشخصية الرئيسية، كات (مراهقة)، أصبحت عمياء بشكل كامل بعد إصابتها بالتهاب السحايا عندما كانت في الخامسة من عمرها. في القصة، كانت قد تعلمت التحدث قبل أن تفقد سمعها ولكن بما أنها الآن تعيش في مدرسة سكنية للأصمّاء، فإنها لم تعد تستخدم صوتها. الطلاب في مدرسة الأصمّاء مقسمون—بعضهم يستخدمون الإنجليزية المنطوقة للتواصل، وآخرون يستخدمون لغة الإشارة. أفضل صديقة لكات هي مستخدمة للغة الإشارة. هناك أيضًا شخصية رئيسية أخرى تدعى جوي التي انتقلت من مدرسة أخرى وتستخدم أسلوب التواصل الشامل (الكلام والإشارة على حد سواء). في الكتاب، هناك مناظرة مدرسية حول التحدث مقابل الإشارة مقابل التواصل الشامل. كات كاتبة الكتاب لها أخوين أصمّين وكان والديها سامعين. | 12–14 سنة               | رومانسية                                                            | 2002                         |
| البحث عن آبي                                         | فيرجينيا م. سكوت                          | إحدى الشخصيات الرئيسية، آبي، تصبح عمياء في سن 14 بعد إصابتها بالتهاب السحايا وتموت في سن 16. يستكشف الكتاب مشاعر آبي حول فقدان سمعها. | 13+ سنة                 |                                                                     | 2000                         |
| عمل التوازن                                          | فيرجينيا م. سكوت                          | الشخصية الرئيسية، بيث (15 سنة)، أصبحت عمياء ولديها صعوبات في التوازن بعد مرض في الطفولة. |                         | علاقات عائلية للشباب                                                | 1997                         |
| ماري ميهان مستيقظة (الكتاب 2 من becoming Mary Mehan) | جينيفر أرمسترونغ                          | الشخصية الرئيسية تقع في حب هنري، الذي أصبح أصم بسبب الحرب بعد تعرضه لانفجارات صاخبة. يتواصل عن طريق كتابة الملاحظات وهي تصف له الأصوات. | 11+ سنة                 | رواية تاريخية، تدور في أمريكا                                       | 1997                         |
| صمت مفاجئ                                            | إيف بونتينج                               | أخ الشخصية الرئيسية، بري (16 سنة)، أصم ويستخدم قراءة الشفاه ولغة الإشارة للتواصل. قُتل في وجود الشخصية الرئيسية من قبل سائق هارب. لم يتمكن من سماع السيارة القادمة من خلفه. فاز هذا الكتاب بجائزة كاليفورنيا لقراء الشباب (1992) وجائزة سيكوييا أوكلاهوما للشباب (1991). | 12+ سنة                 | غموض جريمة / إدمان الكحول                                           | 1988، أعيد طباعته في 2007    |
| عين الطائر                                           | مادلين أرنولد                             | إحدى الشخصيات الرئيسية هي آنا، أرملة أصمّة تم إدخالها إلى مستشفى الأمراض العقلية في الستينات بسبب الاكتئاب. "لم يُسمح لها" بالتوقيع من قبل السلطات ولكنها تقوم بتعليم الشخصية الرئيسية لغة الإشارة. فاز هذا الكتاب بجائزة لامدا الأدبية لفئة الرواية الأولى للمثليين (1988). |                         | LGBQ / الصحة النفسية                                                | 1988، أعيد طباعته في 2000    |
| الانتماء                                             | فيرجينيا م. سكوت                          | الشخصية الرئيسية، غوستي، كانت في سن 15 عندما أصبحت عمياء في أذنها اليمنى بعد إصابتها بالتهاب السحايا. الكتاب يدور حول تكيفها مع ظروفها الجديدة. غوستي تستخدم سماعة أذن وقراءة الشفاه للتواصل ثم تتعلم تهجئة الأصابع. لديها صديق وتلتقي بأخيه وزوجته، وكلاهما أصمّان. تعود إلى مدرستها العادية حيث أصدقاؤها ليسوا لطيفين. لديها شخص يكتب الملاحظات لها في المدرسة. نُشر الكتاب بواسطة جامعة جالوديت. |                         | رومانسية للشباب / الصداقات                                          | 1986                         |

## كتب للبالغين مع شخصيات صماء
| العنوان                                                                  | المؤلف                        | الشخصيات الصماء / الجوائز التي فازت بها | الفئة العمرية المستهدفة | النوع                                                                       | سنة النشر الأولى                 |
| ------------------------------------------------------------------------ | ----------------------------- | --- | ----------------------- | --------------------------------------------------------------------------- | -------------------------------- |
| طبيعي: أم وابنها الجميل                                                  | ماغدالينا نيومان              | هذا الكتاب هو السيرة الذاتية لأم ابن مراهق مصاب بمتلازمة تريشر كولينز، وهي حالة في الوجه والعظام تؤثر على قدرته على التنفس أو السمع أو الأكل. في الكتاب، خضع لـ67 عملية جراحية ويرتدي سماعات BAHA. |                         | سيرة ذاتية                                                                  | 2020                             |
| أشجار الصنوبر الداكنة (جريمة توفا موديستون 1)                            | ويل دين                       | الشخصية الرئيسية، توفا، أصبحت صماء بعد إصابتها بالتهاب السحايا في طفولتها، وكبالغة ترتدي سماعات أذن وتستخدم قراءة الشفاه والكلام للتواصل. |                         | إثارة جريمة                                                                 | 2018                             |
| منطقة الأصدقاء (مع الفوائد)                                              | لورا براون                    | كلا الشخصيتين الرئيسيتين، اللتين في علاقة رومانسية، هما صماء. |                         | رومانسية                                                                    | 2017                             |
| مذكرات كارثة جميلة                                                       | كريستين بارتزوكيس             | هذا الكتاب هو السيرة الذاتية لسيدة مصابة بمتلازمة تريشر كولينز، وهي حالة في الوجه والعظام قد تسبب أيضًا فقدان السمع. هي ترتدي سماعة BAHA وتستخدم الكلام للتواصل. في الكتاب، تواجه بعض التجارب الطبية المروعة بعد العملية. |                         | سيرة ذاتية                                                                  | 2017                             |
| ليفي (رغبات محظورة #2)                                                   | جاستين إلفيرا                 | أحد الشخصيات الصغيرة، طفل، هو صماء ويستخدم لغة الإشارة الأمريكية للتواصل. | 18+ سنة                 | خيال إيروتيكي                                                               | 2017                             |
| الخوف الصامت                                                             | لانسي موركان، جيمس موركان     | يدور هذا الكتاب في جامعة خيالية للصم - معظم الشخصيات صماء أو يمكنهم استخدام لغة الإشارة البريطانية للتواصل. |                         | رعب                                                                         | 2017                             |
| وجاءت النار (كاليب زيليك #2)                                             | إيما فيسك                     | الشخصية الرئيسية، كاليب، صماء بشكل عميق منذ طفولته ويستخدم قراءة الشفاه ولغة الإشارة الأسترالية للتواصل. هناك شخصيات أخرى تستخدم لغة الإشارة. |                         | جريمة أسترالية / غموض                                                       | 2017                             |
| اكتساب الصمم                                                             | مايكل يونيك                   | يخبر هذا الكتاب الثاني في سيرة مايكل يونيك الذاتية كيف استكشف هويته كصماء وشارك في مجتمع صماء من غير مستخدمي لغة الإشارة. |                         | سيرة ذاتية                                                                  | 2016                             |
| الكتاب الصامت: عائلة صماء ولغة الإشارة الأسترالية-الإيرلندية المفقودة    | برناديت ت. واليس              | هذا الكتاب مبني على القصة الحقيقية لعائلة صماء في فيكتوريا، أستراليا ويركز على لغة الإشارة الأسترالية-الإيرلندية التي كانت تُستخدم من قبل المجتمع الكاثوليكي الصماء ولكن لم يعد يتم تدريسها في المدارس. |                         | تاريخ الصم الأسترالي                                                        | 2016                             |
| علامات الجذب                                                             | لورا براون                    | الشخصية الرئيسية، كارلي، ترتدي سماعات الأذن وتستخدم الكلام للتواصل وتتعلم لغة الإشارة الأمريكية. شخصية أخرى تدعى ريد أيضًا صماء. يلتقيان أثناء دراستهما في الجامعة. | 18-25 سنة               | جديد بالغين / رومانسية                                                      | 2016                             |
| قبلات الحلوى الصخرية (قبلات 3:AM #5)                                     | أديسون مور                    | الشخصية الرئيسية، آني (19 عامًا)، ولدت صماء بشكل عميق وتستخدم قراءة الشفاه ولغة الإشارة الأمريكية للتواصل. في الكتاب، تشجعها والدتها على الحصول على زراعة قوقعة سمعية، وبالفعل تفعل ذلك، ثم تطور نطقًا واضحًا بسرعة. كانت آني قد درست سابقًا في مدرسة للصم وهي الآن تبدأ دراستها في جامعة ويتني بريغز حيث يوجد مترجم لغة إشارة في الصف. |                         | جديد بالغين / رومانسية إيروتيكية                                            | 2015                             |
| خليج القيامة (كاليب زيليك #1)                                            | إيما فيسك                     | الشخصية الرئيسية، كاليب (في الثلاثينات من عمره)، محقق خاص صماء. أصبح صماء عندما كان في الخامسة من عمره بعد إصابته بالتهاب السحايا، ويستخدم قراءة الشفاه مع الغرباء ولغة الإشارة الأسترالية للتواصل مع أصدقائه الصم. يصف الكتاب الأوقات التي لا يستطيع فيها متابعة ما يُقال ويذكر الآخرين بالتحرك للتأكد من أن وجوههم مضاءة جيدًا. حصل هذا الكتاب على عدة جوائز: جائزة نيد كيلي لأفضل رواية أولى لعام 2016، جوائز دافيت لأفضل رواية، وأفضل أول كتاب وأفضل اختيار قراء، جائزة رواية الجريمة لعام 2016 من آي بوك أستراليا وكان مرشحًا لجائزة غولد داغر في المملكة المتحدة وجائزة نيو بلود. |                         | إثارة جريمة أسترالية                                                        | 2015                             |
| غرايم كلارك: الرجل الذي اخترع الأذن البيونيكية                           | مارك وورثينغ                  | هذا الكتاب هو سيرة ذاتية لغرايم كلارك، الرجل الذي اخترع زراعة القوقعة السمعية. تتضمن الشخصيات الصماء في الكتاب والده الذي كان يعاني من فقدان السمع. |                         | سيرة ذاتية                                                                  | 2015                             |
| علامات                                                                   | آنا مارتن                     | الشخصية الرئيسية، كاليب (18 عامًا)، يرتدي سماعات الأذن، ويعاني من القلق الاجتماعي ولا يشعر أنه جزء من مجتمع الصم. يستخدم شكلًا مختصرًا من لغة الإشارة الأمريكية للتواصل في المنزل مع والديه. في القصة، هو في علاقة مثلية والكتاب يتضمن مشاهد جنسية صريحة. كان قد درس في مدرسة خاصة لكنه الآن في مدرسة عادية. | 18+ سنة                 | جديد بالغين، إيروتيكي، رومانسية مثلية                                       | 2015                             |
| لا تتلاشى: مذكرات الحواس المفقودة والموجودة                              | ريبيكا أ. ألكسندر, ساشا ألبير | هذه السيرة الذاتية كتبتها ريبيكا الكسندر. هي مصابة بمتلازمة أشر-هولجرين النوع الثالث الذي أدى إلى فقدان تدريجي للسمع والبصر منذ طفولتها. |                         | سيرة ذاتية                                                                  | 2015                             |
| طرق مختلفة للوجود                                                        | آلان بالتر                    | يبدأ الكتاب مع ويلا وروبرت، وهما زوجان صماء منذ الولادة ومجتمعيان صم، ولديهما طفل يدعى سيث. يذهب سيث إلى جامعة غالوديت ولديه صديق مثلي أصم يدعى جاكوب. الشخصيات الصماء وسيث يستخدمون لغة الإشارة الأمريكية للتواصل. |                         | ثقافة الصم، المثليين                                                        | 2015                             |
| الصمم إلى الأسفل                                                         | مايكل يونيك, راشيل بيرت       | تروي هذه السيرة الذاتية قصة طفولة مايكل يونيك (التي كانت في الستينات) وهو أصم في مدرسة كاثوليكية شاملة. لديه أيضًا ثلاثة إخوة صم وأخت سمعية. |                         | سيرة ذاتية في الستينات، أستراليا                                            | 2015                             |
| ربما في يوم ما (ربما #1)                                                 | كولين هوف                     | أحد الشخصيات الرئيسية، ريدج (24 سنة)، أصم ويستخدم لغة الإشارة الأمريكية للتواصل. |                         | رومانسية للأعمار الجديدة                                                    | 2014                             |
| ما هو مرئي                                                               | كيمبرلي إلكينز                | هذا الكتاب يعتمد على القصة الحقيقية لـ لورا بريدجمان التي أصبحت عمياء وصماء وفقدت حاستي الشم والتذوق عندما كانت في الثانية من عمرها بسبب مرض (ربما الحمى القرمزية). كانت تستطيع قراءة برايل واستخدمت لغة الإشارة اللمسية للتواصل. قضت معظم حياتها الدراسية والبالغة في مؤسسة بيركنز للمكفوفين. وُلدت قبل هيلين كيلر بـ 50 سنة. يشمل الكتاب فترات من عدم سعادتها، وإيذاء نفسها، وفقدان الشهية. فاز هذا الكتاب بجائزة ديفيد ج. لانغوم للخيال التاريخي الأمريكي (2014). |                         | سيرة ذاتية تاريخية في أمريكا 1829–1889                                      | 2014                             |
| إيجاد زوي: رحلة امرأة صماء من الحب، الهوية، والتبني                      | براندي راروس, غايل هاريس      | هذه القصة الحقيقية لزوجين أصمَّين: براندي نشأت بطريقة فموية بعد أن أصبحت صماء في سن السادسة ثم انضمت إلى مجتمع الصم، وزوجها تيم من عائلة متعددة الأجيال من الصم الذين يستخدمون لغة الإشارة الأمريكية للتواصل. كان لديهما ثلاثة أبناء سمعيين قبل أن يتبنيا زوي، وهي طفلة تعاني من فقدان السمع التدريجي. |                         | ثقافة الصم / التبني / سيرة ذاتية                                            | 2014                             |
| فن أن تكون أصمًا: مذكرات                                                  | دونا مك دونالد                | في هذه السيرة الذاتية، تروي دونا كيف ذهبت إلى مدرسة للصم في سن الخامسة ثم إلى مدارس شاملة حيث استخدمت قراءة الشفاه والكلام للتواصل ثم قضت حياتها البالغة في "عالم السامعين". تم نشر هذا الكتاب من قبل دار نشر جامعة غالوديت. |                         | سيرة ذاتية                                                                  | 2014                             |
| ذكي، جذاب وسري (إخوة ريد #2)                                             | تامي فالكنر                   | أحد الشخصيات الرئيسية، لوغان، أصبح أصمًا بعد مرض في الطفولة ويستخدم الكلام للتواصل. | 18+                     | رومانسية                                                                    | 2013                             |
| أغنية بلا كلمات: اكتشاف إعاقتي السمعية في منتصف الحياة                   | جيرالد شيا                    | هذه السيرة الذاتية هي لجيرالد شيا الذي أصبح أصمًا بعد مرض في سن السادسة، وتم اكتشاف حالته السمعية عندما ذهب لإجراء اختبار سمعي للعمل في سن 34. الآن يرتدي سماعات أذن ويستخدم قراءة الشفاه والكلام للتواصل. |                         | سيرة ذاتية                                                                  | 2013                             |
| طويل، مُوشم، وجذاب (إخوة ريد #1)                                          | تامي فالكنر                   | أحد الشخصيات الرئيسية، لوغان، أصبح أصمًا بعد مرض في الطفولة واختار في البداية عدم التحدث، ولكنه استخدم الكلام لاحقًا للتواصل. | 18+                     | رومانسية                                                                    | 2013                             |
| ماذا قلت؟ رحلة غير متوقعة إلى عالم فقدان السمع                           | مونيك إ. هاموند               | |                         |                                                                             | 2012                             |
| الاستماع عن كثب: رحلة نحو السمع الثنائي                                  | أرلين روموف                   | بدأت الكاتبة تفقد سمعها في سنوات مراهقتها، ولاحقًا خضعت لجراحة زراعة قوقعة سمعية ثنائية. |                         | سيرة ذاتية                                                                  | 2011                             |
| رفع الغبار: قصة حقيقية من العزيمة، والصمم، والمجازفة                     | آشلي فيوليك، كارولين رايدر    | هذه السيرة الذاتية هي لحياة وآشلي فيوليك ومسيرتها المهنية. وُلدت آشلي صماء وتستخدم لغة الإشارة الأمريكية للتواصل. |                         |                                                                             | 2011                             |
| أصم في العاصمة: مذكرات (غالاوديت، كتب حياة الصم الجديدة #9)              | مادن فاسيشتا                  | هذه السيرة الذاتية التي كتبها مادن تروي كيف أصبح أصمًا في سن الـ11، ثم تعلم لغة الإشارة الهندية ولغة الإشارة الأمريكية وأصبح أستاذًا مساعدًا في جامعة غالاوديت. |                         | سيرة ذاتية                                                                  | 2011                             |
| الطيران نحو الضوء (الطيران #1)                                           | إليز سالبيتر                  | أحد الشخصيات الرئيسية، داني (ست سنوات)، أصم ويستخدم لغة الإشارة الأمريكية للتواصل، مع بعض قراءة الشفاه والكلام. |                         | فانتازيا / إثارة                                                            | 2011                             |
| كسر الحواجز الصوتية: 9 قصص نجاح للصم                                     | جولي بوستانس                  | تسع قصص حقيقية: خمسة من الآباء لأطفال صم وأربعة من الأطفال من عائلات صماء، مع الطرق المختلفة التي سلكوها في حياتهم. تتضمن القصص خيارات تواصل متنوعة تشمل الكلام، والأوسلان، والنشأة ثنائية اللغة. |                         | سير ذاتية                                                                   | 2009                             |
| سانت ناتشو (سانت ناتشو #1)                                               | ز. أ. ماكسفيلد                | أحد الشخصيات الرئيسية في هذا الكتاب هو أصم. شون جزء من مجموعة مسرحية للصم كما هو كيفن، أيضًا أصم. شون أيضًا مثلي ويستخدم قراءة الشفاه، الإنجليزية المكتوبة ولغة الإشارة الأمريكية للتواصل. الكتاب يحتوي على مشاهد جنسية صريحة. | 18+                     | LGBTQ / رومانسية                                                            | 2008                             |
| إيكو (حواس #2)                                                           | كلينت كيلي                    | أحد الشخصيات الرئيسية، كودي (13 عامًا)، أصم، يرتدي سماعات أذن ويستخدم الكلام للتواصل. | 18+                     |                                                                             | 2007                             |
| غابات وايتورن                                                            | مايف بينشي                    | ميلاني هي الشخصية الصماء في القصة وتظهر نحو نهاية الكتاب. هي صماء بشكل كامل، حضرت مدرسة صماء للبنات عندما كانت طفلة وتواصل باستخدام لغة الإشارة والكلام، ولاحقًا تسجل في برنامج تدريبي لتعليم الأطفال الصم. |                         | سلسلة عائلية إيرلندية / رومانسية                                            | 2007                             |
| التعليم من القلب والروح: قصة روبرت ف. بانارا (سلسلة حياة الصم، المجلد 6) | هاري جي. لانغ                 | تتناول هذه السيرة الذاتية قصة روبرت الذي أصبح أصمًا في سن العاشرة بعد إصابته بالتهاب السحايا. استخدم لغة الإشارة الأمريكية للتواصل. |                         | سيرة ذاتية                                                                  | 2007                             |
| لا هذا ولا ذاك: تجربة شاب أسترالي مع الصمم (سلسلة حياة الصم الخامسة)     | بول جاكوبس                    | هذه سيرة ذاتية لجيسون الذي أصبح أصمًا في سن الخامسة ويستخدم الكلام وقراءة الشفاه للتواصل. التحق بالجامعة ولعب في فريق كريكيت كأس العالم للصم الأسترالي، لكنه لم يتعلم أبدًا لغة الإشارة. تم نشره من قبل دار نشر جامعة غالاوديت. |                         | سيرة ذاتية، أستراليا                                                        | 2007                             |
| الصمم                                                                    | فرانسيس إيتاني                | الشخصية الرئيسية في هذا الكتاب، غرانيا أو'نيل، تصبح صماء بعد أن أصيبت بالحمى القرمزية في سن الخامسة. عاشت في البداية في المنزل، ثم التحقت بمدرسة أونتاريو للصم حيث تعلمت لغة الإشارة والكلام. فاز هذا الكتاب بجائزة الكتاب الأفضل في منطقة البحر الكاريبي وكندا من جائزة كتاب الكومنولث (2004). يبدأ الكتاب في كندا لكنه يتبع الشخصيات إلى الولايات المتحدة، إنجلترا، بلجيكا وفرنسا. |                         | م set في الحرب العالمية الأولى (1915–19) كندا                               | 2007                             |
| اشترِ ساعة، احصل على زوجة!                                                | راشيل براون                   | الشخصية الرئيسية، راشيل، تحمل درجة الماجستير في تعليم الصم وهي "معلمة للصم في المدارس الابتدائية"، وتشمل دورها تفسير لغة الإشارة الأمريكية للطلاب الصم والصمّاء في جميع أنحاء المدرسة. تشمل الكتاب تفاعلاتها مع طلابها. |                         | رومانسية، زوج في الجيش الأمريكي يذهب إلى العراق                             | 2006                             |
| جزر الرؤية                                                               | سي. إف. برونر                 | يركز الكتاب على ديناميكيات العلاقة بين زوجين، أصم/سميع، حيث لدى المؤلف تجربة مباشرة. أحد الشخصيات الرئيسية هو دان الذي أصبح أصمًا بشكل كامل منذ أن كان طفلًا ويستخدم الكلام وقراءة الشفاه ولغة الإشارة للتواصل. |                         | قصة حب، صراع في العلاقة                                                     | 2006                             |
| الفتاة في الظل                                                           | فيرجينيا أندروز               | الشخصية المركزية تنبض بالحياة مع إيكو (14 سنة)، التي هي صماء وتستخدم لغة الإشارة الأمريكية للتواصل، وجدتها المسنّة. |                         | رعب / سلسلة عائلية                                                          | 2006                             |
| أصم في دلهي: مذكرات (سلسلة حياة الصم، المجلد 4)                          | مادن فاسيشتا                  | تروي هذه السيرة الذاتية قصة حياة مادن، وكيف أصبح أصمًا في سن الـ11 بعد أن أصيب بحمى التيفويد والنكاف. بدأ حياته في الهند، وعندما بلغ العشرين تعلم لغة الإشارة الهندية، ولاحقًا حصل على درجة علمية من كلية غالاوديت حيث تعلم لغة الإشارة الأمريكية. |                         | سيرة ذاتية                                                                  | 2006                             |
| آذان صامتة، قلب صامت: رحلة رجل أصم عبر عوالمين                           | بلير لاكروس، ميشيل لاكروس     | الشخصية الرئيسية، كريستوفر، وُلد في عائلة سمعية ويتبع الكتاب رحلته عبر العوالم الصماء والسامعة. |                         | ثقافة الصم والهوية                                                          | 2003                             |
| سمع مرة أخرى: العودة إلى الحياة مع زراعة القوقعة                         | أرلين روموف                   | تجربة المؤلفة في الحصول على زراعة القوقعة السمعية. |                         | سيرة ذاتية                                                                  | 2002                             |
| حرارة هافانا: رواية                                                      | داريال بروك                   | الشخصية الرئيسية في هذا الكتاب هي دومي تايلور الذي وُلد أصمًا وكان يستخدم لغة الإشارة الأمريكية للتواصل. كان لاعب بيسبول ناجحًا في أوائل القرن العشرين. تحكي هذه السيرة شبه الخيالية عن حياته، حيث تشمل رحلة إلى كوبا حيث يلتقي بأطفال من مدرسة الصم "لا إسكويلا ديل أورخاس"، ويشكل صداقة مع شخصية أصمّة أخرى تُدعى لويس (19 عامًا) الذي يستخدم أيضًا لغة الإشارة الأمريكية. تدور أحداث الكتاب في عام 1911 في أمريكا. في وقت لاحق من الكتاب، يُعلم ويدرب في مدرسة إلينوي للصم، وقبل وفاته يتم تكريمه من قبل مدرسة كانساس للصم التي التحق بها كطفل. حصل الكتاب على جائزة ديف مور في عام 2000. |                         | خيال تاريخي عن البيسبول                                                     | 2000                             |
| حديث حديث                                                                | تي. سي. بويل                  | دانا، التي في الثلاثينات من عمرها، أصبحت صماء في سن الرابعة بعد إصابتها بعدوى. هي الآن امرأة مستقلة وقوية تعمل كمعلمة لغة إنجليزية في مدرسة للصم في سان روكي. صوتها يكشف أنها صماء وهي أيضًا تستخدم لغة الإشارة الأمريكية للتواصل. فاز هذا الكتاب بجائزة كتاب كاليفورنيا للأدب (الفضية) في عام 2006. |                         | إثارة وتشويق / جريمة                                                        | 2000                             |
| عالم هادئ: العيش مع فقدان السمع                                          | ديفيد مايرس                   | تجربة المؤلف مع فقدان السمع في وقت لاحق من الحياة. |                         | سيرة ذاتية                                                                  | 2000                             |
| أساطير حية قصص عن أشخاص ناجحين من الصم، الكتاب 2                         | دارلين تول                    | سير ذاتية لداني ديلكامبر، كاثي باكلي، كين جليكمين، بيثاني "بافي" هامل، الدكتور روبرت دافيلا ولورين جاليمور. |                         | سيرة ذاتية                                                                  | 1998                             |
| اكتشافات مساهمات هامة من النساء والرجال الصم                             | أنيتا ديفيس، كاثارين بريستون  | عشرون من الصم الذين قدموا مساهمات هامة في مجالات تخصصاتهم. |                         |                                                                             | 1998                             |
| ميلودي                                                                   | فيرجينيا أندروز               | الشخصية الرئيسية تنتقل للعيش مع ماي (10 سنوات) التي هي صماء وتستخدم لغة الإشارة الأمريكية للتواصل مع عائلتها. |                         | سلسلة عائلية / رعب                                                          | 1996                             |
| أساطير حية قصص عن أشخاص ناجحين من الصم، الكتاب 1                         | دارلين تول                    | سير ذاتية لستة من الصم، إيفيلين غليني، هاوي سياغو، الدكتور شيرلي ألين، جون وو، كارين ماير وبول أوجدن. |                         | سير ذاتية                                                                   | 1996                             |
| قبر العذراء                                                              | جيفري ديفر                    | الحدث الرئيسي في هذا الكتاب هو أن حافلة تقل ثمانية طلاب صم (تتراوح أعمارهم بين 8 و 17 عامًا) تم اختطافهم مع معلميهم. الأطفال من مدرسة للصم يستخدمون لغة الإشارة الأمريكية للتواصل. تم تحويل الكتاب إلى فيلم بعنوان الصمت الميت في عام 1997. | 18+ عامًا                | إثارة وتشويق                                                                | 1995، أُعيد نشره في 2001.         |
| أغاني صامتة (ستار بريدج #5)                                              | أ. سي. كريسبين، كاثلين أومالي | إحدى الشخصيات الرئيسية، تيسا، هي امرأة أمريكية أصلية وُلدت صماء، تستخدم لغة الإشارة وأحيانًا تتواصل عبر التخاطر. هناك شخصية أخرى صماء تتمتع بموقف بديل تجاه إعاقتها. |                         | خيال علمي                                                                   | 1994                             |
| رقصات صامتة (ستار بريدج #2)                                              | أ. سي. كريسبين، كاثلين أومالي | إحدى الشخصيات الرئيسية، تيسا، هي امرأة أمريكية أصلية وُلدت صماء وتستخدم لغة الإشارة للتواصل. |                         | خيال علمي                                                                   | 1994                             |
| جزيرتي: القصة الحقيقية لتحدٍ صامت                                         | ماجي جوردون، هاميش روزي       | سيرة ذاتية لهاميش روزي، فنان المناظر الطبيعية والمصمم الجرافيكي، الذي كان أصمًا بشكل كامل وعاش على جزيرة أوركني في اسكتلندا. تم استخدام رسوماته في الكتاب. |                         | سيرة ذاتية                                                                  | 1991                             |
| ما هذا الخنزير في الخارج؟: مذكرات الصمم                                  | هنري كيزور                    | هذا الكتاب هو سيرة ذاتية لهنري كيزور. أصبح أصمًا في سن الثالثة بعد إصابته بالتهاب السحايا ويتواصل من خلال قراءة الشفاه، الإنجليزية المكتوبة والمنطوقة. |                         | سيرة ذاتية                                                                  | 1990                             |
| إرث الصم - تاريخ سردي للصم في أمريكا (كلاسيكيات غالاوديت في دراسات الصم) | جاك غانون                     | تاريخ مفصل للصم في أمريكا. |                         | 1981، أُعيد نشره في 2012                                                     |                                  |
| الموقف                                                                   | ستيفن كينغ                    | أحد الشخصيات الرئيسية، نيك، وُلد أصمًا بشكل كامل، وفي سن التاسعة تم تعليمه قراءة الشفاه والقراءة والكتابة بواسطة شخص آخر "أصم-أبكم" يُدعى رودي. لا يستخدم أي من الطفلين لغة الإشارة للتواصل. فاز الكتاب الأصلي لعام 1978 بعدة جوائز، بما في ذلك ترشيح لجائزة لوكاس لأفضل رواية خيال علمي (1979)، ترشيح لجائزة العالم الفانتازي لأفضل رواية (1979)، ترشيح لجائزة غاندالف (1979)، ترشيح لجائزة بالروغ (1979) (1980). | 18+ عامًا                | رعب / فانتازيا ما بعد نهاية العالم                                          | 1978 نسخة غير معدلة نشرت في 1991 |
| في هذا الإشارة                                                           | جوان غرينبرغ                  | الشخصيتان الرئيسيتان، إبيل وجانيس، هما كلتاهما صماء وتستخدمان لغة الإشارة الأمريكية للتواصل. هما عضوان في مجتمع الصم واعتقدا في البداية أنهما التقيا في مدرسة للصم والمكفوفين. لديهما ابنة تُدعى مارغريت، وهي سمعية. وكـ CODA، غالبًا ما تترجم لهما في البنك وغيرها من الأماكن، وتشعر بثقل هذه المسؤولية. تم تحويل الكتاب إلى فيلم في عام 1985 بعنوان الحب لا يكون صامتًا. |                         | تدور أحداثه في العشرينيات حتى الستينيات، ثقافة الصم، رؤية من منظور طفل CODA | 1970 أُعيد نشره في 1984           |

## قراءة إضافية
- بريتان، إيزابيل. دراسة في تصوير الشخصيات الصماء وقضايا الصم في كتب الصور للأطفال. مجلة دراسات الإعاقة، شتاء 2004، المجلد 24، العدد 1.

## وصلات خارجية
- شبكة الاستماع
- قائمة كتب "Myshelf"
- مؤسسة القراءة